# Въоръжени сили на Франция
Въоръжените сили на Република Франция (на френски: Forces armées françaises, Френски въоръжени сили) са организацията, натоварена с конституционната задача да гарантира суверенитета и териториалната цялост на френската република. Гражданският контрол върху тях се осъществява от Министерството на отбраната, на което е подчинен Щаб на армиите (État-Major des armées) като висш военен ръководен орган на въоръжените сили. Формално те включват четири вида въоръжени сили и допълнителни военни и цивилни организации и структури на централно подчинение. Видовете въоръжени сили са: сухопътни войски (Наземна армия – Armée de terre), военновъздушни сили (Въздушна армия – Armée de l'air), военноморски сили (Национални ВМС – Marine nationale) и жандармерия (Национална жандармерия – Gendarmerie nationale). Жандармерията е едновременно вид въоръжени сили и национална полицейска служба и като такава е под двойно подчинение както на Министерството на отбраната, така и на Министерството на вътрешните работи. Френските въоръжени сили притежават най-многочислената армия в Европейския съюз (над 420 000 души), както и най-големия военен бюджет. Силите разпологат и с третия най-голям ядрен арсенал в света (300 ядрени глави).

## Командна организация на френските въоръжени сили
Във Френската република, както е обичайно и в повечето републикански форми на управление по света, Президентът е върховен главнокомандващ на въоръжените сили. Характерна особеност на френския държавен модел на полупрезидентска република е, че президентът на Републиката е пряко ангажиран с ресорите на националната сигурност като външни работи, финанси, отбрана и вътрешен ред и сигурност, докато функциите на премиера формално покриват и тези ресори, но реално са насочени повече към останалите сфери на държавната власт, като икономическо развитие, социални дейности, регионално развитие и благоустройство, здравеопазване, образование, култура и т.н. По тази причина президентът, премиерът и министърът на отбраната като граждански лица имат висш офицер от въоръжените сили, който ги съветва по въпросите на отбраната, но този на премиера е с по-ниско звание от другите двама.
Президентът на Републиката е върховен главнокомандващ на въоръжените сили („Шеф на армиите“ – „chef des armées“) и е подкрепян в тази си функция от шефа на личния щаб на президента на Републиката (chef d'état-major particulier du président de la République (CEMP)), оглавяващ военния кабинет на президента – организация, предназначена да осигурява връзката на президента с Въоръжените сили. Това е назначение за офицер от един от трите основни вида въоръжени сили (СВ, ВВС и ВМС) с чин генерал-лейтенант / вицеадмирал или генерал / адмирал. Съответните френски военни чинове са: за СВ – генерал на армейски корпус и генерал на армия; за ВВС – генерал на въздушен корпус и генерал на въздушна армия; за ВМС – вицеадмирал на ескадра и адмирал. Постът няма командни функции и е съвещателен. Основните задачи на титуляра са да съветва президента по военните въпроси, да гарантира готовността на системата за управление на ядрения арсенал на Франция и да свежда до знанието и изпълнението на шефа на Щаба на армиите (най-висшестоящия френски генерал) заповедите на президента. Назначените в личния щаб на президента на Републиката офицери са от основните видове въоръжени сили и огранизации на Министерството на отбраната. Обичайната практика във Франция е постът на шеф на личния щаб на президента на Републиката да е последното стъпало преди назначаването на титуляра за шеф на Щаба на армиите (chef d'état-major des armées (CEMА)) – най-висшият военен офицер в Републиката. Обичайно титулярът на поста е със звание с четири или пет звезди (съответстващи на три и четири звезди в Българската армия).
Ролята на премиера на Републиката (министър-председателя) по отношение на политиката на отбрана е по-ограничена от обичайното в други страни с републиканско управление и се свежда основно до санкционирането на използване на сила от страна на въоръжените сили в мирно време в сферата на еър полисинг, охрана на териториалните води и прилежащата икономическа зона или при актове на тероризъм. Боеготовността на въоръжените сили и изпълнението на мисии зад граница са прерогативи на министъра на отбраната. По тази причина висшият офицер, подпомагащ работата на премиера – шефът на военния кабинет на премиера (chef du cabinet militaire du Premier ministre) е офицер с две или три звезди (съответстващи на една и две звезди в Българската армия).
Министърът на отбраната отговаря основно за гражданския контрол над въоръжените сили и за провеждането на политиките по боеготовност, въоръжаване, финанси, инфраструктура и социалните въпроси на военнослужещите. Освен това на негово подчинение са както военното, така и цивилното разузнаване на Франция, той отговаря за връзките на въоръжените сили с ВПК, научно-техническите учреждения, висшите учебни заведения. В работата си освен от заместник-министри е подпомаган от шефа на военния кабинет на министъра на отбраната (chef du cabinet militaire du ministre de la défense), офицер със звание с четири или пет звезди (съответстващи на три и четири звезди в Българската армия).
Така посочената висша цивилна командна структура на въоръжените сили на Френската република е следната:
- Президент на Републиката, Шеф на армиите („chef des armées“)
  -     - Шеф на личния щаб на президента на Републиката (chef d'état-major particulier du président de la République (CEMP))

  - Премиер на Републиката (министър-председател)
    -       - Шеф на военния кабинет на премиера (chef du cabinet militaire du Premier ministre)

    - Министър на отбраната
      - Шеф на военния кабинет на министъра на отбраната (chef du cabinet militaire du ministre de la défense)

## Министерство на отбраната
Министерството на отбраната е ведомството на централната власт на Френската република, отговарящо за суверенитета и териториалната цялост на държавата и за осъществяването на гражданския контрол върху въоръжените сили. Начело на ведомството стои Министърът на отбраната. Той е подпомаган от заместник-министри и политически кабинет. Най-висшестоящите служители в негово подчинеие са:
- Шеф на Щаба на армиите – най-висшият военен ръководител на въоръжените сили на Френската република
- Главен делегат по въоръженията – най-висшият военно-технически ръководител във въоръжените сили на Френската република, отговарящ за Военно-промишления комплекс, индустриалните мощности и научно-техническите институти в сферата на отбраната.
- Генерален секретар по администрацията – най-висшият цивилен администратор, отговарящ за цивилните ресори в Министерството.

Шефът на Щаба на армиите (Chef d'État-Major des armées (СЕМА)) е най-висшият френски военен ръководител. Всъщност това е традиционното наименование и функциите на този офицер са по-скоро на началник на отбраната, а реално началник на Генералния щаб на френските въоръжени сили е Главният генерал на армиите (Major général des armées). И двамата са с чин генерал на армия / генерал на въздушна армия / адмирал. На шефа на Щаба на армиите са подчинени командващите четирите вида въоръжени сили, Главната инспекция на въоръжените сили, зоните за отбрана и сигурност (военните окръзи, седем в метрополията, пет в отвъдморските територии), департаменталните представителства на въоръжените сили за свръзка с държавната администрация и службите и организациите на централно подчинение – Командването за специални операции, междуведомствения щаб за бойна готовност и подготовка на силите, висшите военни учебни заведения, военното разузнаване, военното контраразузнаване, медицинската служба, логистичите служби.
Главният делегат по въоръженията (Délégué général pour l'Armement) е най-висшият френски военно-технически ръководител. Той е директорът на Генералната дирекция по въоръженията (Direction générale de l'Armement (DGA)). Офицерите от тази агенция са част от отделен военно-административен корпус със своя собствена система от военни чинове. Чинът на Главния делегат е Генерален инженер изключителен клас (Ingénieur général de classe exceptionnelle (IGCEA)), съответстващ на генерал на армия/ генерал на въздушна армия/ адмирал. Функциите на Генералната дирекция по въоръженията включват разработката на нови оръжейни системи, внедряването им в промишлено производство, приемането им на въоръжение, изпитанията на собствени и чужди образци въоръжение и оборудване, както и експортния контрол на френски образци въоръжение и оборудване, контактите с компании от френския военно-промишлен комплекс, чуждестранни производители и сходни организации.
Генералният секретар по администрацията (Secrétarie général pour l'administration) е най-висшестоящият цивилен държавен служител в Министерството на отбраната. Той оглавява Генералния секретариат по администрацията (Secrétariat général pour l'administration), обединяващ административните органи на министерството, отговарящи за провеждането на политиките по отношение на човешките ресурси, финансовите въпроси, недвижимите имоти на министерството и юридическите дела.

### Централна администрация на МО

#### Институции, подчинени на Министъра на отбраната
- Генерална дирекция по въоръженията (la direction générale de l'Armement (DGA)) – военно-техническата служба на въоръжените сили, оглавявана от Генералния делегат по въоръженията с чин генерален инженер изключителен клас (Ingénieur général de classe exceptionnelle (IGCEA)) (еквивалентни на четири звезди в Българската армия)
- Генерален секретариат по администрацията (le Secrétariat général pour l'administration (SGA)), оглавяван от генералния секретар по администрацията, най-висшият държавен служител на Министерството.
- Генерална дирекция за външна сигурност (la Direction générale de la Sécurité extérieure (DGSE)) – френското външно разузнаване
- Дирекция за защита и сигурност на Отбраната (la Direction de la protection et de la sécurité de la Défense (DPSD)) – френското военно контраразузнаване, оглавявано от генерал на армейски корпус/ генерал на авиационен корпус/ вицеадмирал на ескадра (еквивалентни на три звезди в Българската армия)
- Централна дирекция на Санитарната служба на въоръжените сили (la Direction centrale du service de santé des armées (DCSSA)) – френската военномедицинска служба, оглавявана от генерал-лекар на въоръжените сили (Médecin général des armées (MGA)) (еквивалент на три звезди в Българската армия)
- Дирекция за охрана на военните инсталации, средствата и дейностите на Отбраната (la Direction de la protection des installations, moyens et activités de la défense (DPID) – службата за физическа охрана на МО и неговите обекти
- Генерална одиторска служба на въоръжените сили (le Contrôle général des armées (CGA))
- Междувойскова военно-пощенска и куриерска служба (le Service de la poste interarmées)
- Бюрото за висшите офицерски длъжности (le Bureau des officiers généraux)
- Държавна дирекция за авиационна сигурност (la Direction de la sécurité aéronautique d’État)
- Генерална дирекция за международни връзки и стратегия(la Direction générale des relations internationales et de la stratégie)
- Генерална дирекция за информационни системи и комуникации (la Direction générale des systèmes d'information et de communication)
- Делегация за информация и комуникация на Отбраната (la Délégation à l'information et à la communication de la Défense) – службата за връзки с обществеността на МО

#### Институции, подчинени на Шефа на Щаба на армиите
- Висшите командващи въоръжените сили във френските отвъдморски департаменти и територии (les commandants supérieurs dans les départements et collectivités d'outre-mer (COMSUP))
- Командващите контингентите зад граница (les commandants des forces françaises à l'étranger (COMFOR))
- Висшите офицери в седемте зони за отбрана и сигурност (les officiers généraux des zones de défense et de sécurité (OGZDS))
- Военните делегати към администрациите на деветдесет и петте департамента (les délégués militaires départementaux (DMD))
- Командващият Наземната армия (le chef d'état-major d'armée de terre (CEMAT))
- Командващият Въздушната армия (le chef d'état-major d'armée de l'air (CEMAA))
- Командващият Националните ВМС (le chef d'état-major de marine (CEMM))
- Генералния директор на Националната жандармерия (le directeur générale de la gendarmerie nationale (DGGN))
- Генералната инспекция на армиите (l'Inspection des armées (IdA))
- Дирекция за военно разузнаване (la Direction du Renseignement militaire (DRM))
- Командване за специални операции (le Commandement des opérations spéciales (COS))
- Санитарна служба на армиите (la Direction centrale de la Service de santé des armées (DCSSA))
- Служба за гориво-смазочни материали на армиите (le Service des essences des armées (DCSEA))
- Междувойскова служба за муниции (la Direction centrale de la Service interarmées des munitions (DCSIM))
- Междувойскови щаб за съвместно обучение (l'état-major interarmées de force et d'entraînement (EMIA-FE))
- Междувойскова дирекция за развитие на инфраструктура и информационни системи на Отбраната (la Direction interarmées des réseaux d'infrastructure et des systèmes d'information de la défense (DC DIRISI)
- Централна дирекция на службата на комисариата на армиите (la direction centrale du service du commissariat des armées (DCSCA))
- Висше военно обучение
- Щабът на армиите (l'État-Major des armées (EMA)), оглавяван от Главния генерал на армиите
- Щабът на Наземната армия (l'État-Major d'armée de terre (EMAT)), оглавяван от Главния генерал на Наземната армия
- Щабът на Въздушната армия (l'État-Major d'armée de l'air (EMAА)), оглавяван от Главния генерал на Въздушната армия
- Щабът на Националните ВМС (l'État-Major des armées (EMA)), оглавяван от Главния генерал на Националните ВМС
- (еквивалентната Генерална дирекция на Националната жандармерия е подчинена на МВР)

### Публични институции, подчинени на Министъра на отбраната
- Висше училище „Политехника“ (l’École polytechnique)
- Висш институт по въздухоплаване и въздушно-космически науки (l’Institut supérieur de l'aéronautique et de l'espace (EPSCP))
- Национално висше училище за напреднали технически науки (l’École nationale supérieure de techniques avancées)
- Национално висше училище за напреднали технически науки „Бретан“ (l’École nationale supérieure de techniques avancées Bretagne)
- Военноморска академия (l’Académie de marine)
- Хидрографска и океанографска служба на ВМС (le Service hydrographique et océanographique de la Marine (SHOM))
- Национално публично учреждение на фондовете за авангардни военни и въздухоплавателни проучвания (l’établissement public national des fonds de prévoyance militaire et de l'aéronautique)
- Икономически съвет на въоръжените сили (l’économat des armées)
- Институт за социални въпроси на въоръжените сили (l’Institution de gestion sociale des armées)
- Национален офис за аерокосмически проучвания и изследвания (l’Office national d'études et de recherches aérospatiales)
- Национален център за космически изследвания (le Centre national d'études spatiales (EPIC)), под съвместното управление на Министъра на отбраната и на Министъра на висшето образование и технологиите.
- Комисариат за атомна енергетика и алтернативни енергийни източници (le Commissariat à l'énergie atomique et aux énergies alternatives (CEAEA)), под управлението на Премиера, Министърът на отбраната назначава членовете на административния съвет.

## Видове въоръжени сили

### Сухопътни войски
Законът за отбраната на Френската република фиксира следната организация на Наземната армия:
Шеф на Щаба на наземната армия (Chef d'état-major de l'armée de terre (CEMAT)), с чин генерал на армия, съответстващ на генерал.
- Щаб на наземната армия (l'état-major de l'Armée de terre (EMAT)). Така както и при Генералния щаб на въоръжените сили Шефът на Щаба на наземната армия е всъщност командващ сухопътните войски, а реалният Началник-щаб на сухопътните войски е Главният генерал на Наземната армия (Major général de l'Armée de terre), офицер с чин генерал на армейски корпус, съответстващ на генерал-лейтенант.
- Инспекторат на Наземната армия (Inspection de l'Armée de terre)
- Дирекция за човешки ресусрси на Наземната армия (Direction des ressources humaines de l'Armée de terre (DRHAT)), оглавявана от офицер с чин генерал на дивизия, съответстващ на генерал-майор.
- Централна дирекция на интегрираната структура за поддръжка и оперативен ремонт на наземно оборудване (Direction centrale de la structure intégrée du maintien en condition opérationnelle des matériels terrestres (DC SIMMT)), оглавявана от офицер с чин генерал на дивизия, съответстващ на генерал-майор.

#### Административна организация

##### Видове войски на Наземната армия (Armes de l'Armee de terre)
- Бойни войски (Armes de mêlées)
  - Пехота (l' arme de l'Infanterie) – във Френската армия пехотата е основно механизирана, поддържаща се взаимно с бронираната кавалерия.
  - Морски войски (les Troupes de marine), състоят се от морска пехота и морска артилерия, които, противно на очакванията от наименованията не са свързани с военноморските сили. Първоначалното наименование на тези подразделения е Колониални войски, но поради негативния политически товар, особено в периода на деколонизация те са преозначени на морски войски. След разпада на Френската колониална империя повечето от тях са разпуснати, но малка част от тях остават на гарнизонна служба в отвъдморските департаменти и територии. Докато пехотата на френската армия е основно механизирана, то морската пехота днес формира предимно елитни лекопехотни подразделения – 9-а Бригада морска пехота, подготвяна за амфибийни десанти и основна част от парашутните подразделения на френската армия, както и един от двата батальона специални сили на Наземната армия. Морската артилерия не се отличава особено от полевата артилерия, като изключим воинските традиции и нейната история.
  - Бронирана кавалерия (l' arme Blindée cavalerie) – във Френската армия бронираната кавалерия включва както танковите батальони, така и бронеразузнавателните дивизиони, въоръжени с колесни бронирани разузнавателни машини.
  - Лека авиация на Наземната войска (l'Aviation légère de l'armée de terre), възниква първоначално като авиационни подразделения за коректировка на артилерийския огън, впоследствие по време на войната в Алжир французите са първите, които експериментално въоръжават вертолети за авиационна огнева поддръжка на наземните ешелони. Освен това по време на войната вертолетите са използвани и за снабдяване от въздуха и за прхвърляне на лекопехотни подразделения. По-късно към задачите на армейската авиация се прибавя и борбата с противниковите танкови ешелони с противо-танкови управляеми ракерни комплекси.
  - Чуждестранен легион (la Légion étrangère), в действителност Френският чуждестранен легион не е вод войски, а по-скоро категория личен състав, тъй като включва в състава си пехотни, кавалерийски, парашутни и инженерни подразделения. Възниква през 1831 г., предлагайки на чужди граждани във френските затвори да изкупят наказанията си чрез служба във френската армия по време на изграждането на Втората френска колониала империя. По-късно става събирателна точка за авантюристи и престъпници, укриващи се от съдебните власти от целия свят.
- Войски за бойна поддръжка (Armes d'appui)
  - Артилерия (l'Artillerie), най-знаменитият френски пълководец Наполеон Бонапарт започва кариерата си в този род войски, впоследствие издигайки френската артилерия до водещото място на континента. Разбираемо оттогава този род войски е на голяма почит в страната. Във Френската армия в артилерията влизат както полевите артилерийски дивизиони със самоходни и буксирни артилерийски установки, така и зенитно-ракетни батареи за противо-въздушно прикритие на наземните ешелони и дивизион за залпов ракетен огън, разузнавателни артилерийски дивизиони, а до средата на 90-те години на ХХ век и ракетни дивизиони с тактическо ядрено оръжие.
  - Инженерни войски (le Génie), изпълняват традиционните за този вид войски задачи по мобилност, контрамобилност, взривни и укрепителни работи, спомагателни задачи по вододобиване, снабдяване с енергия, ремонт и т.н.

Войски за оперативна и тилова поддръжка (Armes de soutien)
- - Свързочни войски (les Transmissions), осигуряват стратегическите комуникации, тактическите комуникации между гарнизоните, между войските на поход, радио-електронната война, радио-електронното и радио-техническото разузнаване, комуникациоонните и информационните системи.
  - Тилови войски (le Train), на френски думата има значенията на влак, но и на обоз. Изпълняват логистични функции по съхраняването на боеприпаси, запаси и оборудване и снабдяването с тях на войските, организацията на автомобилния транспорт на армията, както и контрактирането с цивилни фирми доставчици.
  - Материално-технически войски (le Matériel), осъществяват техническото обслужване и войсковия ремонт на въоръженията и оборудването на Наземната армия.

##### Сили на Наземната армия
- Командване на наземните сили (Commandement des forces terrestres (CFT))
- Командване на леката авиация на наземните сили (Commandement de l'aviation légère de l'Armée de terre (COM ALAT))
- Командване на специалните наземни сили (Commandement des forces spéciales terrestres (COM FST))
- Командване на националната територия (Commandement pour le territoire national (COM TN))
- Командване за обучение и междувойскова подготовка (Commandement de la formation et de l'entrainement interarmes (COM FEIA))
- Командване на Чуждестранния легион (Commandement de la Légion étrangère (COM LE))

##### Териториална организация на Наземната армия
Със седем наземни региона, формиращи част от зоните за отбрана и сигурност (Zones de défense et de sécurité) – военните окръзи на Франция, в сила от 1 януари 2016 г. според член R*1211 – 4 на Закона за отбраната и пет отвъдморски зони, според член R1681-2 на Закона за отбраната:
- - Наземен регион Париж с щаб в Париж, включва регион „Ил дьо Франс“
  - Наземен регион Север с щаб в Лил, включва регион „Север – Па дьо Кале – Пикардия“
  - Наземен регион Запад с щаб в Рен, включва региони „Бретан“, „Център – Лоар Атлантик“, „Нормандия“, „Пеи дьо ла Лоар“
  - Наземен регион Изток с щаб в Страсбург, включва региони „Гранд Ест“ и „Бургиндия – Франш Конте“
  - Наземен регион Югозапад с щаб в Бордо, включва регион „Аквитания-Лимузен-Поату-Шарант“
  - Наземен регион Югоизток с щаб в Лион, включва регион „Оверн-Рона-Алпи“
  - Наземен регион Юг с щаб в Марсилия, включва региони „Прованс-Алпи-Лазурен бряг“, „Лангедок-Русийон-Юг-Пиренеи“ и „Корсика“
  - Наземен регион Антили с щаб във Форт-дьо-Франс, включва френските отвъдморски територии Гваделупа, Мартиника, Сен Бартелеми и Сен Мартен
  - Наземен регион Гвиана с щаб в Кайен, включва френската отвъдморска територия Френска Гвиана
  - Наземен регион Южен индийски океан с щаб в Сен Дени, включва френските отвъдморски територии Реюнион, Майот и Френски южни и антарктически територии
  - Наземен регион Нова Каледония с щаб в Нюмеа, включва френските отвъдморски територии Нова Каледония и Валис и Футуна
  - Наземен регион Френска Полинезия с щаб в Папеете, включва френската отвъдморска територия Френска Полинезия
- Висши учебни заведения и центрове на Наземната армия

След реорганизацията на силите съгласно плана „Au contact“ Наземната войска придобива следната оперативна структура:

#### Оперативна структура
Щаб на Наземната армия
- Командване на наземните сили (Лил)
  - Корпус за бързо реагиране на НАТО – Франция
    - 1-ва Дивизия (1er Division)(Безансон)
      - 7-а Бронетанкова бригада (7e Brigade blindée)(Безансон)
        - 7-а Командна и свързочна рота (7e Compagnie de Commandement et de Transmissions, 7e CCT)(Безансон)(БТР-и VAB)
        - 1-ви Полк егери (1er Régiment de Chasseurs, 1er RCh)(Вердюн)(танков батальон с 60 танка Leclerc)
        - 5-и Полк драгуни (5e Régiment de Dragons, 5e RD)(Мейи льо Кам)(танков батальон с 60 танка Leclerc)
        - 1-ви Полк стрелци (1er Régiment de Tirailleurs, 1er RTir)(Епинал)(механизиран батальон с БТР-и VBCI)
        - 35-и Пехотен полк (35e Régiment d'Infanterie, 35e RI)(Белфор)(механизиран батальон с БТР-и VBCI)
        - 152-ри Пехотен полк (152e Régiment d'Infanterie, 152e RI)(Колмар)(механизиран батальон с БТР-и VBCI)
        - 68-и Полк африканска артилерия (68e Régiment d'Artillerie d'Afrique, 68e RAA)(Валбон)(артилерийски дивизион с 12 САУ CAESAR и 16 120 mm минохвъргачки RTF1, ПЗРК MISTRAL)
        - 3-ти Инженерен полк (3e Régiment du Génie, 3e RG)(Шарльовил Мезие)(механизиран сапьорен батальон с БТР-и VAB)

      - 9-а Бригада морска пехота (9e Brigade d'infanterie de marine)(Поатие)
        - 9-а Морска командна и свързочна рота (9e Compagnie de commandement et de transmissions marine, 9e CCTМ)(Поатие)(БТР-и VAB)
        - Танков полк на морската пехота (Régiment d'Infanterie-Chars de Marine, RICM)(Поатие)(бронекавалерийски дивизион с колесни БРМ-и AMX-10RC и ERC-90)
        - 1-ви Полк морска пехота (1er Régiment d'Infanterie de Marine, 1er RIMa)(Ангулем)(бронекавалерийски дивизион с колесни БРМ-и AMX-10RC и ERC-90)
        - 2-ри Полк морска пехота (2е Régiment d'Infanterie de Marine, 2е RIMa)(Льо Ман)(амфибиен механизиран батальон с БТР-и VBCI)
        - 3-ти Полк морска пехота (3е Régiment d'Infanterie de Marine, 3е RIMa)(Ван)(амфибиен механизиран батальон с БТР-и VAB)
        - 126-и Пехотен полк (126e Régiment d'Infanterie, 126e RI)(Брив ла Гаярд)(механизиран батальон с БТР-и VAB)
        - 11-и Полк морска артилерия (11e Régiment d'Artillerie de Marine, 11e RAMa)(Сен Обан дю Кормие)(артилерийски дивизион с 12 САУ CAESAR, и 16 120 mm минохвъргачки RTF1, ПЗРК MISTRAL)
        - 6-и Инженерен полк (6e Régiment du Génie, 6e RG)(Анже)(механизиран сапьорен батальон с БТР-и VAB)

      - 27-а Бригада планинска пехота (27e brigade d'infanterie de montagne)(Варс)
        - 27-а Планинска командна и свързочна рота (27e Compagnie de commandement et de transmissions de montagne, 27e CCTM)(Варс)(БТР-и VAB)
        - 4-ти Полк егери (4e Régiment de chasseurs, 4e RC)(Гап)(бронекавалерийски дивизион с колесни БРМ-и AMX-10RC и ERC-90)
        - 7-и Батальон планински стрелци (7e bataillon de chasseurs alpins, 7e BCA)(Варс)(батальон планинска пехота с БТР-и VAB и верижни БТР-и VHM)
        - 13-и Батальон планински стрелци (13e bataillon de chasseurs alpins, 13e BCA)(Барби)(батальон планинска пехота с БТР-и VAB и верижни БТР-и VHM)
        - 27-и Батальон планински стрелци (27e bataillon de chasseurs alpins, 27e BCA)(Кран Жеврие)(батальон планинска пехота с БТР-и VAB и верижни БТР-и VHM)
        - 93-ти Полк планинска артилерия (93e Régiment d'artillerie de montagne, 93e RAMa)(Варс)(артилерийски дивизион с 12 САУ CAESAR и 16 120 mm минохвъргачки RTF1, ПЗРК MISTRAL)
        - 2-ри Чуждестранен инженерен полк (2e Régiment étranger de génie, 2e RЕG)(Сен Кристол)(механизиран сапьорен батальон с БТР-и VAB)

      - подразделения на дивизионно подчинение
        - 1-ви Артилерийски полк (1er Régiment d'artillerie, 1er RA)(Белфор)(залпов реактивен дивизион с РСЗО LRU)
        - 19-и Инженерен полк (19e Régiment du Génie, 19e RG)(Безансон)(позиционен инженерен батальон)
        - 132-ри Киноложки батальон на Наземната армия (132e bataillon cynophile de l’Armée de terre, 132e BCAT)(Сюпе)(водачи на служебни кучета и сапьори)

      - Френско-германска бригада (Brigade franco-allemande)(Мюлхайм, Германия)(подчинена административно)
        - Френско-германски команден и тилови батальон (Bataillon de commandement et de soutien de la brigade franco-allemande. BCS BFA)(Мюлхайм, Германия)
        - 3-ти Полк хусари (3e Régiment de hussards, 3e RH)(Мец)(бронекавалерийски дивизион с колесни БРМ-и AMX-10RC)
        - 1-ви Пехотен полк (1er Régiment d'infanterie, 1er RI)(Сарбур)(механизиран батальон с БТР-и VAB)

    - 3-та Дивизия (3e Division)(Марсилия)
      - 2-ра Бронетанкова бригада (Илкирш – Графенстаден, предградие на Страсбург)
        - 2-ра Командна и свързочна рота (2e compagnie de commandement et de transmissions, 2e CCT)(Илкирш – Графенстаден)(БТР-и VAB)
        - 12-и Полк кирасири (12e Régiment de cuirassiers, 12e RC)(Оливе)(танков батальон с танкове Leclerc)
        - 501-ви Полк танкове (501e régiment de chars de combat, 501e RCC)(Мурмейон льо Гран)(танков батальон с танкове Leclerc)
        - Походен чадски полк (Régiment de marche du Tchad, RMT)(Мейенем)(механизиран батальон с БТР-и VBCI)
        - 16-и Батальон пеши егери (16e bataillon de chasseurs à pied, 16e BC)(Бич)(механизиран батальон с БТР-и VBCI)
        - 92-ри Пехотен полк (92e régiment d'infanterie, 92e RI)(Клермон Феран)(механизиран батальон с БТР-и VBCI)
        - 40-и Артилерийски полк (40e Régiment égiment d'artillerie, 40e RA)(Сюпе)(артилерийски полк с 32 САУ AUF1 и 16 120 mm минохвъргачки RTF1)
        - 13-и Инженерен полк (13e Régiment du Génie, 13e RG)(Валдаон)(механизиран сапьорен батальон)

      - 6-а Лека бронирана бригада (6e Brigade légère blindée)(Ним)
        - 6-а Командна и свързочна рота (6e compagnie de commandement et de transmissions, 6e CCT)(Ним)(БТР-и VAB)
        - 1-ви Чуждестранен кавалерийски полк (1er Régiment étranger de cavalerie, 1er REC)(Карпиан)(бронекавалерийски дивизион с колесни БРМ-и AMX-10RC)
        - 1-ви Полк спахии (1er Régiment de spahis, 1er RS)(Валонс)(бронекавалерийски дивизион с колесни БРМ-и AMX-10RC)
        - 2-ри Чуждестранен пехотен полк (2e régiment étranger d'infanterie, 2e REI)(Ним)(механизиран батальон с БТР-и VBCI)
        - 13-а Полу-бригада на Чуждестранния легион (13e Demi-brigade de la Légion étrangère, 13e DBLE)(Кам дю Ларзак)(механизиран батальон с БТР-и VBCI)
        - 21-ви Полк морска пехота (21e Régiment d'infanterie de marine, 21e RIMa)(Фрежю)(механизиран батальон с БТР-и VАВ)
        - 3-ти Полк морска артилерия (3e Régiment d'artillerie de marine, 3e RAMa)(Канжюе)(артилерийски дивизион с 12 САУ CAESAR и 16 120 mm минохвъргачки RTF1, ПЗРК MISTRAL)
        - 1-ви Чуждестранен инженерен полк (1er Régiment étranger de génie, 1er REG)(Лодюн)(механизиран сапьорен батальон с БТР-и VAB)

      - 11-а Парашутна бригада (11е Brigade parachutiste)(Балма, предградие на Тулуза)
        - 11-а Парашутна командна и свързочна рота(11e compagnie de commandement et de transmissions parachutiste, 11e CCTP)(Балма)(БТР-и VAB)
        - 1-ви Полк хусари парашутисти (1er Régiment de hussards parachutistes, 1er RHP)(Тарб)(бронекавалерийски дивизион с колесни БРМ-и AMX-10RC и ERC-90)
        - 1-ви Полк егери парашутисти (1er Régiment de chasseurs parachutistes, 1er RCP)(Памие)(механизиран батальон с БТР-и VАВ)
        - 2-ри Чуждестранен полк парашутисти (2e Régiment étranger de parachutistes, 2e REP)(Калви, о-в Корсика)(механизиран батальон с БТР-и VАВ)
        - 3-ти Полк парашутисти на морската пехота (3e Régiment de parachutistes d'infanterie de marine, 3e RPIMa)(Каркасон)(механизиран батальон с БТР-и VАВ)
        - 8-и Полк парашутисти на морската пехота (8e Régiment de parachutistes d'infanterie de marine, 8e, RPIMa)(Кастр)(механизиран батальон с БТР-и VАВ)
        - 35-и Парашутен артилерийски полк (35e Régiment d'artillerie parachutiste, 35e RAP)(Тарб)(артилерийски дивизион с 12 САУ CAESAR, буксирни гаубици TRF1 и 16 120 mm минохвъргачки F1, ПЗРК MISTRAL)
        - 17-и Парашутен инженерен полк (17e Régiment du génie parachutiste, 17e RGP)(Монтобан)(механизиран сапьорен батальон с БТР-и VAB)
        - 1-ви Парашутен тилови полк (1er Régiment du train parachutiste, 1er RTP)(Тулуза)

      - подразделения на дивизионно подчинение
        - 54-ти Артилерийски полк (54e Régiment d'artillerie, 54e RA)(Йер)(зенитен ракетно-артилерийски дивизион с ПЗРК MISTRAL и самоходни 20 mm зенитни установки на БТР-и VAB и на колесна база TRM2000)
        - 2-ри Полк драгуни – ядрен, биологичен и химически (2e Régiment de dragons – nucléaire, biologique et chimique, 2e RD)(Фонтевро)(ЯХБЗ разузнавателни БТР-и VAB)
        - 31-ви Инженерен полк (31e Régiment du génie, 31e RG)(Кастелсарасан)(позиционен инженерен батальон)

      - Сили, разположени в отвъдморските територии и в чужбина (подчинени административно)
        - 2-ри Полк парашутисти на морската пехота (2e Régiment de parachutistes d'infanterie de marine, 2e RPIMa)(Сен Пиер, Ла Реюнион)
        - 3-ти Чуждестранен пехотен полк (3e Régiment étranger d'infanterie, 3e REI)(Куру, Френска Гвиана)
        - 9-и Полк морска пехота (9e Régiment d’infanterie de marine, 9e RIMa)(Кайен, Френска Гвиана)
        - 33-ти Полк морска пехота (33e Régiment d'infanterie de marine, 33e RIMa)(Мартиника и Гваделупа)
        - Полк морска пехота на Тихия океан – Нова Каледония (Régiment d'infanterie de marine du Pacifique – Nouvelle-Calédonie, RIMaP-NC)(Нумеа, Нова Каледония)
        - Въоръжени сили във Френска Полинезия/ Сухопътен отряд Полинезия (Forces armées en Polynésie française / Détachement Terre Polynésie, DTP/RIMaP-P)(Папеете, Френска Полинезия)
        - Отряд на Чуждестранния легион в Майот (Détachement de Légion étrangère de Mayotte, DLEM)(Дзаудзи, Mайот)
        - 5-и Общовойскови отвъдморски полк (5e Régiment interarmes d’outre-mer, 5e RIAOM)(Джибути, Джибути)
        - 6-и Батальон морска пехота (6e Bataillon d’infanterie de marine, 6e BIMa)(Либревил, Габон)
        - Френски сили в Обединените Арабски Емирства (Forces françaises aux Émirats arabes unis, FFEAU)(Абу Даби, ОАЕ)
        - Френски сили в Кот д'Ивоар (Forces françaises en Côte d'Ivoire, FFCI)(Абиджан, Кот д'Ивоар)

  - Специализирани командвания
    - Командване за разузнаване (Commandement du renseignement)
      - Щаб (Страсбург)
      - 2-ри Полк хусари (2e Régiment de hussards, 2e RH)(Агено)
      - 61-ви Артилерийски полк (61e Régiment d'artillerie, 61e RA)(Chaumont)
      - 28-а Географска група (28e Groupe géographique, 28e GG)(Агено)
      - 44-ти Свързочен полк (44e Régiment de transmissions, 44e RT)(Мютзи)
      - 54-ти Свързочен полк (54e Régiment de transmissions, 54e RT)(Агено)

    - Командване на системите за информация и комуникация (Commandement des systèmes d'information et de communications)
      - Щаб (Сесон-Севине, предградие на Рен)
      - 28-и Свързочен полк (28e régiment de transmissions, 28e RT)(Исоар)
      - 40-и Свързочен полк (40e régiment de transmissions, 40e RT)(Тионвил)
      - 41-ви Свързочен полк (41e régiment de transmissions, 41e RT)(Дуе)
      - 48-и Свързочен полк (48e régiment de transmissions, 48e RT)(Ажен)
      - 53-ти Свързочен полк (53e régiment de transmissions, 53e RT)(Люневил)

    - Командване за логистика (Commandement de la logistique)
      - Щаб (Лил)
      - 1-ва Логистична бригада (1er Brigade logistique) (Монтлери)
        - Полк за бойна поддръжка (Régiment de soutien du combattant, RSC)(Тулуза)
        - 24-ти Пехотен полк, резервен батальон на Ил дьо Франс (24e Régiment d'infanterie – bataillon de réserve Ile de France, 24e RI)(Венсанс)
        - 121-ви Тилови полк (121e Régiment du train, 121e RT)(Линас, Монтлери)
        - 503-ти Тилови полк (503e Régiment du train, 503e RT)(Ним)
        - 511-и Тилови полк (511e Régiment du train, 511e RT)(Оксон)
        - 515-и Тилови полк (515e Régiment du train, 515e RT)(Бри ла Бракон)
        - 516-и Тилови полк (516e Régiment du train, 516e RT)(Тул)
        - Медицински полк (Régiment médical, RMED)(Валбон)

      - 519-а Група за морски транспорт (519e groupe de transit maritime, 519e GTM)(Тулон)

    - Ремонтно командване на силите (Commandement de la maintenance des forces)
      - Щаб (Лил и Версай)
      - 2-ри Материален полк (2e Régiment du matériel, 2e RMAT)(Брюз)
      - 3-ти Материален полк (3e Régiment du matériel, 3e RMAT)(Мюре)
      - 4-ти Материален полк (4e Régiment du matériel, 4e RMAT)(Ним)
      - 6-и Материален полк (6e Régiment du matériel, 6e RMAT)(Безансон и Гресвийе)
      - 7-и Материален полк (7e Régiment du matériel, 7e RMAT)(Лион)
      - 8-и Материален полк (8e Régiment du matériel, 8e RMAT)(Мурмейон и Вуапи)
- Командване на наземните специални сили (По)
  - Бригада на наземните специални сили (По)
    - 13-и Полк драгуни парашутисти (13e Régiment de dragons parachutistes, 13e RDP)(Мартиняс сюр Жаль)
    - 1-ви Полк парашутисти на морската пехота(1er Régiment de parachutistes d'infanterie de marine, 1er RPIMa)(Байон)
    - 4-ти Полк вертолети за специални операции (4e Régiment d'hélicoptères des forces spéciales, 4e RHFS)(По)
- Командване на леката авиация на наземната армия (авиобаза Вилакубле – Велизи)
  - 4-та Въздушна бойна бригада (Клермон-Феран)
    - 1-ви Полк бойни вертолети (1er Régiment d'hélicoptères de combat, 1er RHC)(Фалбур)
    - 3-ти Полк бойни вертолети (3е Régiment d'hélicoptères de combat, 3е RHC)(Етан)
    - 5-и Полк бойни вертолети (5е Régiment d'hélicoptères de combat, 5е RHC)(По)

  - 9-и Батальон за авиотехническа поддръжка (9e Bataillon de soutien aéromobile, 9e BSAM)(Монтобан)
  - Училище на леката авиация на наземната армия
  - Подразделения за поддръжка на леката авиация на наземната армия
- Командване на националната територия
  - Войскови резерв (les réserves)
  - Адаптирана военна служба (Service militaire volontaire, SMV)
  - Доброволна военна служба (Service militaire adapté, SMA)
  - Парижка противопожарна бригада (Brigade de sapeurs-pompiers de Paris, BSPP)(Париж)
  - 1-ва Учебна част за интервенция на Гражданската защита (Unité d'instruction et d'intervention de la sécurité civile no 1, UIISC 1)(Ножон льо Ротру)
  - 5-а Учебна част за интервенция на Гражданската защита (Unité d'instruction et d'intervention de la sécurité civile no 5, UIISC 5)(Корт)
  - 7-а Учебна част за интервенция на Гражданската защита (Unité d'instruction et d'intervention de la sécurité civile no 7, UIISC 7)(Бриньоль)
- Командване за обучение и междувойскова подготовка (Commandement de la formation et de l'entrainement interarmes)
  - Национална комисия за междувойскови контрол (Commission nationale de contrôle interarmes, CNCIA)(Кам дьо Майи)
  - Боен учебен център (Centre d'entraînement au combat, CENTAC)(Кам дьо Майи)
  - Център за обучение за действия в градски зони (Centre d'entraînement aux actions en zone urbaine, CENZUB)(Кам дьо Сисон)
  - Национален учебен център командос (Centre national d'entrainement commando, CNEC)(Мон Луи, Източни Пиренеи)
  - Междувойсково бойно училище (École du combat interarmes, ECIA)
  - Център за обучение на командните длъжности (Centre d'entraînement des postes de commandement, CEPC)(Кам дьо Майи)
  - Център за междувойсково и логистично обучение (Centre d'entraînement interarmes et du soutien logistique, CENTIAL)(Мурмейон льо Гран)
  - 1-ви Полк африкански егери (1er Régiment de chasseurs d'Afrique, 1er RCA)(Канжюе)(обучение на пехотата и кавалерията)
  - 17-а Артилерийска група (17e Groupe d'artillerie, 17e GA)(Бискарос)(обучение на артилерията)
- Командване на Чуждестранния легион
  - Щаб (Обан)
  - 1-ви Чуждестранен легион (1er Régiment étranger, 1er RE)(Обан)(щабен)
  - 4-ти Чуждестранен легион (4е Régiment étranger, 1er RE)(Кастелнодари)(учебен)
  - Новобранска група на Чуждестранния легион (Groupement du recrutement de la Légion étrangère, GRLE)(Фор дьо Ножон)
- Дирекция за човешки ресурси на наземната армия
  - Набор на персонал
  - Основно военно обучение

Според модела за изграждане на силите „Скорпион“, част от новия план „Au contact“, който разглежда общовойсковите сили на сухопътните войски, основните армейски сили са организирани в две дивизии, всяка от които разполага с една тежка (бронетанкова), една средна (лека бронирана или морска пехота) и една лека бригада (парашутна или планинска пехота).

### Военновъздушни сили
Законът за отбраната на Френската република фиксира следната организация на Въздушната армия:
Шеф на Щаба на въздушната армия (Chef d'état-major de l'armée de l'air (CEMAA)), с чин генерал на въздушна армия, съответстващ на генерал.
- Щаб на въздушната армия (l'état-major de l'Armée de l'air (EMAA)). Така както и при Генералния щаб на въоръжените сили Шефът на Щаба на въздушната армия е всъщност командващ военновъздушните сили, а реалният Началник-щаб на ВВС е Главният генерал на въздушната армия (Major général de l'Armée de l'air), офицер с чин генерал на авиационен корпус, съответстващ на генерал-лейтенант.
- Инспекторат на Въздушната армия (Inspection de l'Armée de l'air)
- Дирекция за човешки ресурси на Въздушната армия (Direction des ressources humaines de l'Armée de l'air (DRHAA)), оглавявана от офицер с чин генерал на авиационен корпус, съответстващ на генерал-лейтенант.
- Централна дирекция на интегрираната структура за поддръжка и оперативен ремонт на авиационна техника на отбраната (Direction centrale de la structure intégrée du maintien en condition opérationnelle des matériels aéronautiques de la Défense (DC SIMMAD)), оглавявана от офицер с чин генерал на авиационен корпус, съответстващ на генерал-лейтенант.
- Индустриална въздухоплавателна служба (Service industriel de l'aéronautique (SIAé), междувойскова служба за ремонт на авиационна техника, под надзора на ВВС. Разполага с Генерална дирекция и пет авиоремонтни завода (Atelier industriel de l'aéronautique) с клонове.
  - Дирекция в Париж
  - Авиоремонтен завод Клермон-Феран
    - Дирекция в Клермон-Феран
    - Авиоремонтно предприятие в Клермон-Феран (ремонт на Dassault Rafale, Mirage 2000, Alphajet, Transall, Gazelle, Tigre, Airbus A400M Atlas)
    - Авиоремонтно предприятие в Тул (ремонт на Mirage 2000D и вертолетите на 1-ви и 3-ти полк на армейската авиация)
    - Авиоремонтно предприятие във Фалбур (ремонт на вертолетите на 1-ви и 3-ти полк на армейската авиация)

  - Авиоремонтен завод Бордо
    - Ремонт на авиационни двигатели.

  - Авиоремонтен завод Кюер-Пиерфьо
    - Ремонт на Atlantique 2, Caïman, Dauphin Panther, Puma, Lynx, Hawkeye.

  - Авиоремонтен завод Амберию-ен-Бюгей
    - Ремонт на наземни радиолокационни станции, спасителни средства и метеорологично оборудване.

  - Авиоремонтен завод Бретан
    - Дирекция в Лориан
    - Авиоремонтно предприятие във военноморска авиобаза Ландивисьо (ремонт на Rafale и Super-Étendard modernisé)
    - Авиоремонтно предприятие във военноморска авиобаза Ланвеок-Пюлмик (ремонт на Lynx, Alouette III, Cap 10, Morane-Saulnier Rallye)
    - Авиоремонтно предприятие във военноморска авиобаза Лан-Бюе (ремонт на Atlantique 2, Hawkeye, Xingu, Falcon 50M)

#### Сили на Въздушната армия

##### Командване на стратегичеките въздушни сили (Commandement les forces aériennes stratégiques, CFAS)
Oперативно и административно командване, включващо ядрените сили на френските ВВС и самолетите за дозареждане с гориво във въздуха, командва се от офицер с чин генерал на авиационен корпус, съответстващ на генерал-лейтенант.
- Изтребителен ескадрон 1/91 „Гаскония“ (Escadron de chasse 1/91 Gascogne)(113-а Авиобаза Сен Дизие – Робинсон)
- Изтребителен ескадрон 2/4 „Ла Файет“ (Escadron de chasse 2/4 La Fayette)(125-а Авиобаза Истр – Льо Тюбе)
- Група за дозареждане с гориво във въздуха 2/91 „Бретан“ (Groupe de ravitaillement en vol 2/91 Bretagne)(125-а Авиобаза Истр – Льо Тюбе)

##### Командване на противовъздушна отбрана и въздушни операции (Commandement la défense aérienne et les opérations aériennes, CDAOA)
Oперативно командване, ръководещо бойното и оперативното използване на силите на френските ВВС, с изключение на подразделенията на Командването на стратегическите въздушни сили, командва се от офицер с чин генерал на авиационен корпус, съответстващ на генерал-лейтенант. Командването отговаря преди всичко за сигурността на френското въздушно пространство. Френската Противо-въздушна отбрана на територията на страната е организирана на три степени.
- Център за провеждане на въздушни операции (Centre de Conduite des Opérations Aériennes (CCOA)) – това е нервният център на всички операции на френските ВВС (с изключение на мисиите за използване на ядрено оръжие, поверени на командния център на Командването на стратегическите въздушни сили) и като такъв има постоянна връзка с Шефа на армиите (Президентът на Републиката). Центърът за провеждане на въздушни операции командва всички операции, включително ударните, разузнавателните, транспортните и специалните. Освен това е възложил на четири регионални командни центъра ролята по наблюдени, контрол и отбрана на френското въздушно пространство, но запазва контрол върху действията им. Разположен е в укрепени подземни бункери на територията на закритата 921-ва Авиобаза Таверни „Фрес Мае“, северно от Париж в департамент Вал д'Оаз, регион Ил дьо Франс. Позивната му в радиообмена е „Veilleur“.
  - Център за откриване и контрол (Le centre de détection et de contrôle (CDC)) 07.927 (със зона на отговорност северозападна Франция). Разположен край Синк Марс ла Пил в департамент Индра и Лоара, регион Център – Долината на Лоара. Позивната му в радиообмена е „Raki radar“.
  - Център за откриване и контрол (Le centre de détection et de contrôle (CDC)) 05.901 (със зона на отговорност североизточна Франция). Разположен край Драшенброн в департамент Долен Рейн, регион Елзас – Шампань – Ардени – Лоара. Позивната му в радиообмена е „Riesling radar“.
  - Център за откриване и контрол (Le centre de détection et de contrôle (CDC)) 05.942 (със зона на отговорност югоизточна Франция). Разположен на връх Мон Вердюн край Лион в департаментално административно образувание Рона, регион Оверн – Рона – Алпи. Позивната му в радиообмена е „Rambert radar“.
  - Център за откриване и контрол (Le centre de détection et de contrôle (CDC)) 04.930 (със зона на отговорност югозападна Франция). Разположен в авиобаза Мон дьо Марсан в департамент Ланд, регион Аквитания – Лимузен – Поату – Шарент. Позивната му в радиообмена е „Marina radar“.
    - Подразделение за откриване с въздушно базиране (Unité de détection aéroportée (UDA)). Това са екипажите на четирите френски самолета за ДРЛОиУ АУАКС Е-3F на 36-а Авиоескадра за командване и ДРЛОиУ (36e Escadre de commandement et de conduite aéroportée) от 702-ра Авиобаза Авор. Те оказват радио-локационна подкрепа на четирите регионални центъра за откриване и контрол, но по своя преценка центровете могат да предадат оперативния контрол върху изтребителите и зенитно-ракетните комплекси при ПВО операции, като във всеки един момент могат да си върнат контрола върху операцията. Позивната му в радиообмена е „Cyrano“

Във всеки от четирите регионални центъра за откриване и контрол има по едно Гражданско (цивилно) подразделение за координация (Détachement Civil de Coordination (DCC)) с гражданското Ръководство на въздушното движение, така както има по едно военно подразделение за координация във всеки граждански регионален център за РВД.

##### Командване на въздушните сили (Commandement les forces aériennes, CFA)
Aдминистративно командване, отговарящо за боеготовността и оперативната подготовка на френските ВВС, с изключение на подразделенията на Командването на стратегическите въздушни сили, командва се от офицер с чин генерал на авиационен корпус, съответстващ на генерал-лейтенант. Във френските ВВС „ескадра“ съответства на авиополк, „ескадрон“/ „група“ съответства на ескадрила в българските ВВС и „ескадрила“ съответства на авиозвено.
- Въздушна бригада на изтребителната авиация (Brigade aérienne de l'aviation de chasse, BAAC) – Bключва бойния тактически авиационен компонент на френските ВВС (Rafale, Mirage 2000C/D/-5F)
  - Изтребителен ескадрон 1/2 „Щъркели“ (Escadron de chasse 1/2 Cigognes)(116-а Авиобаза Люксьой – Сен Совьор)
  - Изтребителен ескадрон 1/3 „Навара“ (Escadron de chasse 1/3 Navarre)(133-та Авиобаза Нанси – Ошей)
  - Изтребителен ескадрон 2/3 „Шампань“ (Escadron de chasse 2/3 Champagne)(133-та Авиобаза Нанси – Ошей)
  - Изтребителен ескадрон 3/3 „Ардени“ (Escadron de chasse 3/3 Ardennes)(133-та Авиобаза Нанси – Ошей)
  - Ескадрон за оперативно приучване на Mirage 2000D 2/7 „Аргон“ (Escadron de Transformation Mirage 2000D 2/7 Argonne)(133-та Авиобаза Нанси – Ошей)
  - Изтребителен ескадрон 2/5 „Ил дьо Франс“ (Escadron de chasse 2/5 Île-de-France)(115-а Авиобаза Оранж – Карита)
  - Изтребителен ескадрон 1/7 „Прованс“ (Escadron de chasse 1/7 Provence)(113-а Авиобаза Сен Дизие – Робинсон)
  - Ескадрон за оперативно приучване на Rafale 2/92 "Aквитания" (Escadron de Transformation Rafale 2/92 Aquitaine)(общ за ВВС и ВМС)(113-а Авиобаза Сен Дизие – Робинсон)
  - Изтребителен ескадрон 3/11 „Корсика“ (Escadron de chasse 3/11 Corse)(188-а Авиобаза Джибути, Джибути)
  - Изтребителен ескадрон 2/30 „Нормандия-Неман“ (Escadron de chasse 2/30 Normandie-Niemen)(118-а Авиобаза Мон дьо Марсан)
  - Изтребителен експериментален ескадрон 5/330 „Сребърен бряг“ (Escadron de chasse et d'expérimentation 5/330 Côte d'Argent)(118-а Авиобаза Мон дьо Марсан)
  - Изтребителен ескадрон 3/30 „Лорен“ („Лотарингия“) (Escadron de chasse 3/30 Lorraine)(104-та Авиобаза Ал Дафра, ОАЕ)
  - Ескадрон БЛА 1/33 „Белфор“ (Escadron de drones 1/33 Belfort)(709-а Авиобаза Коняк – Шатобернар)

- Въздушна бригада за поддръжка и за експедиция (Brigade aérienne d'appui et de projection, BAAP) – Bключва тактическия авиационен транспортен компонент на френските ВВС (Transall C-160, Hercules C-130, Casa CN.235, A310, A340, A319, Falcon 900, Xingu, TBM-700, Super Puma, Puma, Fennec, Caracal)
  - Транспортен ескадрон 41 „Вердюн“ (Escadron de transport 41 Verdun)(107-а Авиобаза Вилакубле – Велизи)
  - Транспортен ескадрон 60 (Escadron de transport 60)(107-а Авиобаза Вилакубле – Велизи)
  - Вертолетен ескадрон 3/67 „Парижани“ (Escadron d'hélicoptères 3/67 Parisis (107-а Авиобаза Вилакубле – Велизи)
  - Авиомедицинска ескадрила 6/560 „Етамп“ (Escadrille aérosanitaire 6/560 Etampes)(107-а Авиобаза Вилакубле – Велизи)
  - Транспортен ескадрон 43 „Медок“ (Escadron de transport 43 Médoc)(106-а Авиобаза Бордо – Мериняк)
  - Вертолетен ескадрон 1/44 „Солензара“ (Escadron d'hélicoptères 1/44 Solenzara)(126-а Авиобаза Солензара – Вентисери)
  - Транспортен ескадрон 50 „Реюнион“ (Escadron de transport 50 Réunion (Сен Дени – Ролан Гарос)
  - Транспортен ескадрон 52 „Ла Тунтута“ (Escadron de transport 52 La Tontouta (Нумеа – Ла Тунтута, Нова Каледония)
  - Въздушен електронен ескадрон 54 „Дюнкерк“ (Escadron électronique aéroporté 54 Dunkerque)(105-а Авиобаза Еврьо – Фовил)
  - Транспортен ескадрон 55 „Уесон“ (Escadron de transport 55 Ouessant (Дакар – Уакам, Сенегал)
  - Смесена авиационна група 56 „Воклюз“ (Groupe aérien mixte 56 Vaucluse)(105-а Авиобаза Еврьо – Фовил)
  - Транспортен ескадрон 1/62 „Варкорс“ (Escadron de transport 1/62 Vercors)(105-а Авиобаза Еврьо – Фовил)
  - Транспортен ескадрон 3/62 „Ванту“ (Escadron de transport 3/62 Ventoux)(105-а Авиобаза Еврьо – Фовил)
  - Транспортен ескадрон 1/64 „Беарн“ (Escadron de transport 1/64 Béarn)(105-а Авиобаза Еврьо – Фовил)
  - Транспортен ескадрон 2/64 „Анжу“ (Escadron de transport 2/64 Anjou)(105-а Авиобаза Еврьо – Фовил)
  - Транспортен ескадрон 1/61 „Турен“ (Escadron de transport 1/61 Touraine)(123-та Авиобаза Орлеан – Бриси)
  - Транспортен ескадрон 2/61 „Франш-Комте“ (Escadron de transport 2/61 Franche-Comté)(123-та Авиобаза Орлеан – Бриси)
  - Транспортен ескадрон 3/61 „Поату“ (Escadron de transport 3/61 Poitou)(123-та Авиобаза Орлеан – Бриси)
  - Транспортен ескадрон 3/60 „Лястовица“ (Escadron de transport 3/60 Estérel)(аерогара Париж – Роаси „Шарл дьо Гол“)
  - Вертолетен ескадрон 1/67 „Пиренеи“ (Escadron d'hélicoptères 1/67 Pyrénées (120-а Авиобаза Казо)
  - Вертолетен ескадрон 5/67 „Алпилс“ (Escadron d'hélicoptères 5/67 Alpilles (115-а Авиобаза Оранж – Карита)
  - Център за обучение на вертолетни екипажи 341 (Centre d'instruction des équipages d'hélicoptères 341)(115-а Авиобаза Оранж – Карита)
  - Транспортен ескадрон 68 „Антили – Гвиана“ (Escadron de transport 68 Antilles-Guyane)(Кайена – Рошамбьо)
  - Транспортен ескадрон 82 „Мен“ (Escadron de transport 82 Maine)(Папеете – Фаа'a, Френска Полинезия)
  - Транспортен ескадрон 88 „Ларзак“ (Escadron de transport 88 Larzac)(Джибути – Амбули, Джибути)

- Въздушна бригада за контрол на въздушното пространство (Brigade aérienne de contrôle de l'espace, BACE) – Bключва самолетите за ДРЛОиУ (E-3F), наземните радио-локационни станции, зенитно-ракетните ескадрили и бойната информационна система за ПВО.
  - Авиационни подразделения за далечно радиолокационно откриване и управление (ДРЛОиУ). Един ескадрон с четири авиозвена, всяко от които включва един самолет за ДРЛОиУ E-3F:
    - Ескадрон за откриване и въздушно управление (ДРЛОиУ) 0/36 „Бери“ (Escadron de détection et de commandement aéroporté 0/36 Berry)(702-ра Авиобаза Авор)

  - Зенитноракетни подразделения за ПВО на авиобазите и борба с балистични ракети за ПВО на страната и бойния театър. Четири ескадрили, всяка от които включва две батареи ЗРК SAMP/T "Mamba", всяка с по четири самоходни пускови установки с по 8 зенитни ракети и 1 батарея със ЗРК Crotale NG с 2 или 3 самоходни пускови установки, всяка с по 8 зенитни ракети:
    - Ескадрон за отбрана „земя – въздух“ 1/950 „Кру“ (Escadron de défense sol-air 1/950 Crau)(125-а Авиобаза Истр)
    - Ескадрон за отбрана „земя – въздух“ 2/950 „Сансер“ (Escadron de défense sol-air 2/950 Sancerre)(702-ра Авиобаза Авор)
    - Ескадрон за отбрана „земя – въздух“ 5/950 „Бароа“ (Escadron de défense sol-air 5/950 Barrois)(113-а Авиобаза Сен Дизие – Робинсон)
    - Ескадрон за отбрана „земя – въздух“ 12/950 „Тюрсан“ (Escadron de défense sol-air 12/950 Tursan)(BA 118 Мон дьо Марсан)

- Въздушна бригада на силите за сигурност и интервенция (Brigade aérienne des forces de sécurité et d'intervention, BAFSI) – Bключва силите за специални операции на ВВС, силите за бойно търсене и спасяване, за охрана на обектите на ВВС и противо-пожарните аварийно спасителни подразделения на авиобазите.
- Въздушна бригада за авиационни оръжейни системи (Brigade aérienne des systèmes d'armes aériens, BASAA) – Oтговаря за поддръжката и модернизацията на авиационния парк на ВВС.
- Въздушна бригада за поддръжка на маньовъра на въздушните сили (Brigade aérienne d'appui à la manœuvre aérienne, BAAMA) – Oтговаря за комуникациите и инфраструктурата на ВВС.

###### Ескадри
Командната верига във военновъздушните сили е оперативно командване – бригада (военна операция) – ескадрила. Административната верига е Командване на въздушните сили – ескадра – ескадрон. Ескадронът във френската Въздушна армия съответства на ескадрила в българските ВВС, а ескадрилата във френската Въздушна армия – на авиозвено в българските ВВС. Ескадрата в сегашния си вид е ново формирование, равнопоставено на полк. Създадени са на две вълни – през август – септември 2014 г. (четири) и през август – септември 2015 г. (седем ескадри). За разлика от ескадрите в предишния им вид (оперативни подразделения), съвременните ескадри са административно-технически организации. Те отговарят основно за обслужването на авиационната техника и личния състав. Създадени са, за да се възстанови прекъснатата връзка между авиационните ескадрили и ескадрилите за обслужване и ремонт на авиационната им техника, която причинява сериозни организационни проблеми и спад на техниката в бойна и летателна готовност. Бойната подготовка и готовност остават задача на бригадите на видовете сили, които разработват учебните програми, ученията и принципите за бойно им използване, както и приучват екипажите на авиационната техника. По тази причина например учебно-бойната 8-а Изтребителна ескадра е в състава на Авиационната бригада изтребителна авиация, въпреки че дори не е въоръжена с изтребители, а с реактивни учебно-тренировъчни самолети Алфаджет. Авиобазите остават формирования, натоварени основно с логистичната поддръжка на базираните в тях подразделения. Ескадрите са формирани около типовете авиационна техника, затова не всички подразделения, базирани в една авиобаза влизат в състава на организираната на нейна територия ескадра. Последната обичайно включва бойните ескадрони, ескадроните за подготовка и приучване на летателния състав и ескадроните за наземно обслужване. Тъй като задачата на ескадрите е да поддържат летателната и бойната готовност на техниката, а не бойното ѝ използване се наблюдава аномалията в 4-та Изтребителна ескадра в Сен Дизие – Робинсон да влизат Изтребителен ескадрон 1/7 „Прованс“ (многоцелева изтребителна авиоескадрила), Изтребителен ескадрон 1/91 „Гаскония“ (атомоносна авиоескадрила) и Ескадрон за приучване на Рафал 2/92 „Аквитания“ (която е съвместна между ВВС и Военноморската авиация). От единадесетте ескадри две дори не разполагат с авиационни подразделения – Експедиционната авиационна ескадра за командване и управление включва основно наземни подразделения за свръзка и управление на силите, а
Ескадрата „земя – въздух“ за ПВО – 1-ви Зенитно-артилерийски полк (702-ра Авиобаза Авор) – зенитно-ракетни подразделения. Не всички ескадрони са формирани в ескадри, но в случай на военна операция от авиоескадра се очаква да формира оперативна група (англоезичният военен термин 'task force') от самолети, екипажи, наземен персонал и самолетообслужваща техника, необходими за провеждането на операции.
Формирани са следните ескадри:
- Експедиционна авиационна ескадра за командване и управление (Escadre aérienne de commandement et de conduite projetable) (105-а Авиобаза Еврьо – Фовил)
  - Ескадрон тактически телекомуникационни системи 11.550
  - Ескадрон тактически системи за наблюдение 12.550
  - Ескадрон тактически информационни системи 13.550
  - Мобилен ескадрон за откриване и контрол 90.550
- 36-а Авиоескадра за командване и управление с въздушно базиране (36e Escadre de commandement et de conduite aéroportée) (702-ра Авиобаза Авор)
  - Ескадрон за откриване и командване с въздушно базиране „Бери“ EDCA 00.036 Berry
  - Ескадрон за поддръжка на авиационна техника ESTA 15.036

- Ескадра „земя – въздух“ за ПВО – 1-ви Зенитно-артилерийски полк (Escadre sol-air de défense aérienne – 1er régiment d'artillerie de l'air) (702-ра Авиобаза Авор)
  - Отбранителен ескадрон „земя-въздух“ „Сансер“ EDSA 02.950 Sancerre
  - Специализиран ескадрон за техническа поддръжка ESTS 2E.950
  - Център за подготовка за ПВО 14.950
- 2-ра Изтребителна авиоескадра (2e Escadre de chasse) (116-а Авиобаза Люксьой – Сен Совьор)
  - Изтребителен ескадрон „Щъркели“ EC 01.002 Cigognes
  - Ескадрон за поддръжка на авиационна техника ESTA 2E.004
- 3-та Изтребителна авиоескадра (3e Escadre de chasse) (133-та Авиобаза Нанси – Ошей)
  - Изтребителен ескадрон „Навара“ ЕС 01.003 Navarre (изтребително-бомбардировъчен)
  - Изтребителен ескадрон „Шампан“ ЕС 02.003 Champagne (изтребително-бомбардировъчен)
  - Изтребителен ескадрон „Ардени“ ЕС 03.003 Ardennes (изтребително-бомбардировъчен)
  - Ескадрон за подготовка на Mirage 2000D „Аргон“ 02.007 Argonne
  - Ескадрон за поддръжка на авиационна техника „Малзевил“ ESTA 15.003 „Malzéville“
- 4-та Изтребителна авиоескадра (4e Escadre de chasse) (113-а Авиобаза Сен Дизие – Робинсон)
  - Изтребителен ескадрон „Прованс“ ЕС 01.007 Provence (многоцелеви изтребителен)
  - Изтребителен ескадрон „Гаскония“ ЕС 01.091 Gascogne (атомоносен)
  - Ескадрон за подготовка на Rafale „Аквитания“ ЕС 02.092 Aquitaine
  - Ескадрон за поддръжка на авиационна техника „Горна Марна“ ESTA 15.007 „Haute-Marne“
- 30-а Изтребителна авиоескадра (30e Escadre de chasse) (118-а Авиобаза Мон дьо Марсан)
  - Изтребителен ескадрон „Нормандия – Неман“ EC 02.030 Normandie-Niemen (многоцелеви изтребителен)
  - Изтребителен експериментален ескадрон „Сребърен бряг“ 05.330 Côte d'Argent
  - Ескадрон за поддръжка на авиационна техника „Шалос“ 1E.118 „Chalosse“
  - Център за подготовка на Rafale CFR 23.321
  - Междувойскови технически екип Rafale ETIR 61.590
  - Развойно бюро на системите на Rafale BASR
- 8-а Изтребителна авиоескадра (8e Escadre de chasse) (120-а Авиобаза Казо)
  - Тренировъчен ескадрон „Златен бряг“ 02.002 Côte d'Or
  - Ескадрон за оперативно приучване „Сентон“ ЕТО 01.008 Saintonge
  - Ескадрон за оперативно приучване „Ница“ ЕТО 02.008 Nice
  - Ескадрон за поддръжка на авиационна техника „Пилат“ 15.008 „Pilat“
- 31-ва Авиоескадра за дозареждане с гориво във въздуха и стратегически транспорт (31e Escadre aérienne de ravitaillement et de transport stratégique) (125-а Авиобаза Истр – Льо Тюбе)
  - Група за дозареждане с гориво във въздуха „Бретан“ GRV 02.091 Bretagne
  - Ескадрон за поддръжка на специализирана техника 15.093
- 61-ва Транспортна авиоескадра (61e Escadre de transport) (123-та Орлеан – Бриси)
  - Транспортен ескадрон „Турен“ 01.061 Touraine
  - Център за обучение на транспортни екипажи 00.340
  - Ескадрон за поддръжка на авиационна техника „Лоаре“ 2E.061 „Loiret“
  - Център за поддръжка и администрация на системите за мисии 06.061
- 64ва Транспортна авиоескадра (64e Escadre de transport) (105-а Авиобаза Еврьо – Фовил)
  - Транспортен ескадрон „Беарн“ 01.064 Béarn
  - Транспортен ескадрон „Анжу“ 02.064 Anjou
  - Електронен ескадрон с въздушно базиране „Дюнкерк“ 01.054 Dunkerque
  - Ескадрон за поддръжка на авиационна техника 2E.064

#### Междувойсково космическо оперативно командване
Съвместно оперативно командване на френската космическа сателитна групировка, под надзора на ВВС.

### Военноморски сили
Законът за отбраната на Френската република фиксира следната организация на Националните ВМС:
Шеф на Щаба на военноморските сили (Chef d'état-major de la Marine (CEMМ)), с чин адмирал, равностоен на генерал на армия (на СВ) и генерал на въздушна армия (на ВВС).
- Щаб на военноморските сили (l'état-major de la Marine (EMM)). Така както и при Генералния щаб на въоръжените сили Шефът на Щаба на военноморските сили е всъщност командващ военноморските сили, а реалният Началник-щаб на ВМС е Главният генерал на военноморските сили (Major général de la Marine), офицер с чин вицеадмирал на ескадра, съответстващ на генерал на армейски корпус (на СВ) и генерал на въздушен корпус (на ВВС).
- Инспекторат на Националните ВМС (Inspection de la Marine nationale)
- Дирекция за военен персонал на ВМС (Direction du personnel militaire de la marine (DPMM)), оглавявана от офицер с чин генерал на авиационен корпус, съответстващ на генерал-лейтенант.
- Централна дирекция на службата за поддръжка на флота (Direction centrale du service de soutien de la flotte (DC SSF)), съставена от офицери от военно-техническия корпус на Главната делегация по въоръженията. Директорът на службата е с чин главен инженер II клас или главен инженер I клас, които съответстват на контраадмирал или вицеадмирал във френските ВМС. Поради спецификата на френската система от военни чинове френският чин контраадмирал всъщност се равнява на комодор, а вицеадмирал – на контраадмирал. Службата отговаря за техническата поддръжка на корабния състав на ВМС, на морската жандармерия, както и за снабдяването на корабите във военноморските бази.
  - Централна дирекция в Париж
  - локални дирекции във военноморските бази в Брест и Тулон
  - клонове в Шербур ан Котантен, Папеете, Нюмеа, Форт-дьо-Франс и Порт-де-Галетс.
- Логистична служба на военноморските сили (Service logistique de la Marine (SLM)), отговаря за ремонта на корабния състав, транспортирането на товари и снабдяването на корабите на море.
- Учебни организации на ВМС
  - Висше военноморско училище (École navale)
  - Военноморски учебен център в Брест (Centre d'instruction naval de Brest)
  - Военноморски учебен център в Сен-Мандрие (Centre d'instruction naval de Saint-Mandrier)

Характерна особеност на държавното устройство на Френската република е постът на морски префект. Във френските административни региони, които представляват функция на централните власти, министър-председателят назначава префекти, които са неговите представители в съответните региони. Те оглавяват полицейските служби, координират работата на въоръжените сили в региона по оказване на помощ на населението при бедствия и аварии и при извъредни ситуации по отношение на националната сигурност, оглавяват регионалните административни служби на централната власт. Подобни функции изпълняват морските префекти. Те са подчинени на министър-председателя чрез Генералния морски секретариат (Secrétariat général de la mer (SGM)), който е подчинен директно на него и представлява гражданска организация. Но морските префекти едновременно с функцията си на държавни служители са и военноморски офицери. Тяхната функция е координирането на работата на държавните служби на море и пристанищната, навигационната и инженерната инфраструктура в поверения им регион. Така те координират дейността на корабите и авиацията на френската служба Митници (Douanes), на морската жандармерия, работата по търсене и спасяване, укрепителните работи по бреговата ивица, контрола на морския трафик. Но едновременно с това морските префекти всъщност са редови висши военноморски офицери и постът на морски префект е само един от техните ресори. Едновременно в тези функции, които за тях са второстепенни, те изпълняват и оперативното управление на военноморските сили в поверения им военноморски регион, а също и на военноморската инфраструктура. Във френската метрополия има трима морски префекти, които са и военноморски адмирали. В отвъдморските департаменти и територии функциите на морски префект се изпълняват от държавен служител – префектът на съответния департамент или на делегата висш представител на правителството в съответната отвъдморска територия, като тези граждански лица са подпомагани в тези си функции от военноморски офицери с чин капитан на кораб или контраадмирал (съответстващи на капитан I ранг и комодор в българските ВМС). Съответно морските префекти в метрополията с чин вицеадмирал на ескадра (равен на вицеадмирал в българските ВМС) са:
- Командващ на военноморските сили в Средиземноморския регион (Commandant en chef pour la Méditerranée (CECMED)), той и морски префект на Средиземноморския регион, разположен в Тулон.
- Командващ на военноморските сили в Атлантическия регион (Commandant en chef pour l'Atlantique (CECLANT)), той и морски префект на Атлантическия регион, разположен в Брест.
- Командващ на военноморските сили в района на Ла Манша и Северно море (Commandant en chef de l'arrondissement maritime de la Manche (COMAR Manche)), той и морски префект за Ла Манша и Северно море, разположен в Шербур ан Котантен.

#### Административна организация
Военноморските сили включват следните четири рода войски:
- Сили за военноморски действия (Force d'action navale (FAN))
- Подводни сили (Forces sous-marines (FSM))
- Военноморска авиация (Aviation navale (AVIA))
- Морски сили военноморски стрелци и командоси (Force maritime des fusiliers marins et commandos (FORFUSCO))

##### Сили за военноморски действия (Force d'action navale(FAN))
Командвани са от вицеадмирал на ескадра, базиран в Тулон. Военноморският еквивалент на Командването на въздушните сили.
- Военноморска авиационна група (groupe aéronaval)
  - атомен самолетоносач
    - R91 „Шарл дьо Гол“ („Charles de Gaulle“), флагман на ВМС на Франция, базиран във ВМБ Тулон
- Военноморска амфибийна група (groupe amphibie)
  - три универсални десантни кораба клас „Мистрал“, четвърти кораб е поръчан.
    - („Кораби за експедиция и командване“ („bâtiments projection et de commandement“ (BPC)) L9013 „Mistral“, L9014 „Tonnerre“ и L9015 „Dixmude“), базирани във ВМБ Тулон

- Група фрегати (groupe des frégates)
  - ПВО фрегати клас „Касар“ („Cassard“)
    - D614 „Cassard“ и D615 „Jean Bart“, базирани във ВМБ Тулон

  - ПВО фрегати клас „Хоризонт“
    - D620 „Forbin“ и D621 „Chevalier Paul“, базирани във ВМБ Тулон

  - многоцелеви фрегати клас „Акитен“ („Aquitaine“, тип FREMM)
    - D650 „Aquitaine“ и D652 „Provence“ базирани във ВМБ Брест
    - D653 „Languedoc“ базирана във ВМБ Тулон
    - още пет фрегати са поръчани плюс още две планирани

- - ПЛО фрегати клас „Жорж Лейг“ („Georges Leygues“)
    - D642 „Montcalm“ и D643 „Jean de Vienne“ базирани във ВМБ Тулон
    - D644 „Primauguet“, D645 „La Motte-Picquet“ и D646 „Latouche-Tréville“ базирани във ВМБ Брест

  - леки стелт-фрегати клас „Ла Файет“ („La Fayette“)
    - F710 „La Fayette“, F711 „Surcouf“, F712 „Courbet“, F713 „Aconit“ и F714 „Guépratte“ базирани във ВМБ Тулон
- Универсални снабдителни кораби (bâtiments de soutien)
  - клас „Дюронс“ („Durance“)
    - A608 „Var“ и A630 „Marne“ базирани във ВМБ Тулон
    - A631 „Somme“ базиран във ВМБ Брест

- Сили за минна война (force de guerre des mines, или за борба с мини)
  - минни ловци клас „Еридан“ („Eridan“), освен основните си задачи корабите охраняват и Оперативната база на стратегическите подводници в Ил Лонг
    - M641 Éridan, M642 Cassiopée, M643 Andromède, M644 Pégase, M646 Croix du Sud, M648 Lyre, M650 Sagittaire и M652 Céphée базирани във ВМБ Брест
    - M645 Orion, M647 Aigle и M653 Capricorne базирани във ВМБ Тулон

  - катери за наблюдение, снабдени със сонари, патрулиращи зоната около Оперативната база на стратегическите подводници в Ил Лонг
    - M770 BRS Antarès, M771 Altaïr и M772 Aldébaran базирани в Брест

  - 3-та Група водолази – сапьори Тулон – водолазни катери A613 Achéron и M622 Pluton
  - 2-ра Група водолази – сапьори Брест – водолазен катер M614 Styx
  - 1-ва Група водолази – сапьори Шербур ан Котантен – водолазен катер M611 Vulcain
- Кораби за суверенитет (bâtiments de souveraineté)

- - фрегати за наблюдение (или „фрегати II клас“) клас „Флореал“ („Floréal“)
    - F730 „Floréal“ и F732 „Nivôse“ базирани в Порт дьо ла Поинт де Галетс, Ла Реюнион
    - F733 „Ventôse“ и F735 „Germinal“ базирани във Форт-дьо-Франс, Мартиника
    - F731 „Prairial“ базирана в Папеете, Френска Полинезия
    - F734 „Vendémiaire“ базирана в Нюмеа, Нова Каледония

  - патрулна корвета P725 „L'Adroit“ (клас Гоуин) базирана в Тулон
  - патрулни корвети (авизо) клас „д'Естьен д'Орв“ („d'Estienne d'Orves“)
    - F789 „Lieutenant de vaisseau Le Hénaff“, F790 „Lieutenant de vaisseau Lavallée“, F791 „Commandant l'Herminier“, F792 „Premier-Maître L'Her“, F793 „Commandant Blaison“ базирани във ВМС Брест
    - F794 „Enseigne de vaisseau Jacoubet“, F795 „Commandant Ducuing“, F796 „Commandant Birot“, F797 „Commandant Bouan“ базирани във ВМБ Тулон

  - патрулни катери клас „Одасьоз“ („Audacieuse“)
    - 4 катера във френските отвъдморски департаменти и владения, снемат се от въоръжение между 2017 и 2020 г.
- Кораби за обществена служба (bâtiments de service publics, по същество кораби за брегова охрана)
  - 3 патрулни катера тип OPV 54 в Шербур ан Котантен
    - P676 „Flamant“, P677 „Cormoran“ и P678 „Pluvier“

  - 2 патрулни катера клас „Атос“ в Шербур ан Котантен
    - A712 „Athos“ и A713 „Aramis“

  - 3 кораба във френските отвъдморски департаменти и владения
    - P675 „Arago“, P701 Le Malin и P740 Fulmar
- Кораби за поддръжка (bâtiments de soutien)
- Хидрографски и окенографски кораби (bâtiments hydrographiques et océanographiques)
  - океанографски кораб „Pourquoi pas?“ с цивилна регистрация, базиран в Брест
  - океанографски и хидрографски кораб A758 „Beautemps-Beaupré“ базиран в Брест
  - хидрографски кораби A793 „Laplace“, A791 „La Pérouse“ и A 792 „Borda“ базиран в Брест

##### Океански стратегически сили (Force océanique stratégique(FOST))
Океанските стратегически сили на националните ВМС (Force océanique stratégique de la Marine nationale (FOST)) са подводният компонент на френските ВМС. Числеността му е около 4000 офицери, военнослужещи и граждански лица, командващият офицер е с длъжност Адмирал командващ подводните сили и океанските стратегически сили (Amiral commandant les forces sous-marines et la force océanique stratégique (ALFOST)) и чин вицеадмирал на ескадра.
- Щаб на Океанските стратегически сили
- Океански стратегически сили (Force océanique stratégique (FOST)), ВМБ Ил Лонг (île Longue)
  - 4 стратегически атомни подводници клас „Льо Триомфон“ (" Le Triomphant") със 7 екипажа:
    - S616 „Le Triomphant“, S617 „Le Téméraire“, S618 „Le Vigilant“ и S619 „Le Terrible“
- Ескадрила ударни атомни подводници (Escadrille des sous-marins nucléaires d'attaque (ESNA)), ВМБ Арсенал Тулон (Arsenal de Toulon)
  - 6 ударни атомни подводници клас „Рюбис“ („Rubis“) с 10 екипажа:
    - S601 „Rubis“, S602 „Saphir“, S603 „Casabianca“, S604 „Émeraude“, S605 „Améthyste“ и S606 „Perle“
- Оперативна база Ил Лонг (Base opérationnelle de l'Ile Longue, на о-в Лонг)(за техническа поддръжка на атомните подводници и балистичните ракети, както и за съхранение на ядрени бойни глави)
- Главен комуникационен център на Националните ВМС в Росне, департамент Индр с подчинени свързочни възли в Лоперек, Керлуан и Плонеур-Трез, департамент Финистер и Сен Асис, департамент Сена и Марна
  - Комуникационен център за Южна Франция с подчинени свързочни възли във Вилпинт и Вердюн ен Лораже, департамент Од.
- Център за анализ и акустично разузнаване (Centre d'interprétation et de reconnaissance acoustique (CIRA))

##### Военноморска авиация (Аéronautique navale)
Военноморската авиация на Националните ВМС включва около 6800 офицери, моряци и граждански лица и 230 летателни апарата, разположени в четири военноморски авиобази в метрополията (bases d'aviation navale (BAN)): Ландивисьо (Landivisiau), Лан-Биюе (Lann-Bihoué), Йер – Льо Паливестр (Hyères Le Palivestre) и Ланвеок-Пулми (Lanvéoc-Poulmic). Командва се от офицер с длъжност Адмирал на военноморската авиация (Amiral de l'Аéronautique navale (ALAVIA)) и чин контраадмирал (съответстващ на комодор в българските ВМС), базиран във ВМБ Тулон. Съставена е от:
Палубна авиогрупа (Groupe aérien embarqué (GAE))
- 11-а, 12-а и 17-а Флотилия (изтребителни авиоескадрили) с палубни изтребители Rafale M във ВМАБ Ландивисьо (BAN Landivisiau)
- 4-та Флотилия (авиоескадрила за ДРЛОиУ) с палубни самолети за ДРЛОиУ E-2C Hawkeye във ВМАБ Лан-Биюе (BAN Lann-Bihoué)
- Център за обучение и оперативна подготовка за изпълнение на мисии (Centre d'entraînement et d'instruction de préparation de missions (CEIPM)) във ВМАБ Ландивисьо (BAN Landivisiau)
- Типичният състав на авиогрупата, предвиден за операции от борда на самолетоносача, включва:
  - 24 изтребителя Rafale M (с възможност за усилване до 30)
  - 2 самолета за ДРЛОиУ E-2C Hawkeye
  - 2 вертолета за ПЛО NH-90 Caïman
  - 2 вертолета за БТС EC725 Caracal Resco
  - 3 вертолета за търсене и спасяване и свръзка Dauphin SA-365F Pedro
  - безпилотни летателни апарати

Авиация за морско патрулиране и наблюдение (Aviation de patrouille et de surveillance maritime (APATSURMAR))
Разположена е в бази на сушата и включва следните подразделения:
- 21-ва и 23-та Флотилия (авиоескадрили за морско патрулиране и ПЛО) със самолети Breguet Atlantique ATL2, базирани във ВМАБ Лан-Биюе (BAN Lann-Bihoué)
- 24-та и 25-а Флотилия (авиоескадрили за морско наблюдение) със самолети Falcon 50M SURMAR, базирани във ВМАБ Лан-Биюе (BAN Lann-Bihoué, 24-та Флотилия) и 190-а Авиобаза на френските ВВС Таити – Фаа'а (BА 190 Tahiti-Faa'a, 25-а Флотилия)
- 28-а Флотилия (учебна авиоескадрила за морско наблюдение) със самолети Embraer EMB-121 Xingu, базирана във ВМАБ Лан-Биюе (BAN Lann-Bihoué)

Палубни вертолети (Les hélicoptères embarqués)
- 31-ва и 34-та Флотилия (вертолетни ПЛО ескадрили) с вертолети Lynx, базирани във ВМАБ Йер Льо Паливестр (BAN Hyères Le Palyvestre, 31-ва Флотилия) и във ВМАБ Ланвеок – Пулми (BAN Lanvéoc-Poulmic, 34-та Флотилия). В процес на замяна с NH-90 Caïman.
- 36-а Флотилия (вертолетна противо-корабна ескадрила) с вертолети AS.565SA Panther, базирана във ВМАБ Йер Льо Паливестр (BAN Hyères Le Palyvestre).
- 32-ра и 33-та Флотилии (вертолетни ескадрили за търсене и спасяване, бойно търсене и спасяване и специални операции) с вертолети Eurocopter EC.225 SECMAR (32-ра Флотилия) и NH-90 Caïman (33-та Флотилия), базирани във ВМАБ Ланвеок – Пулми (BAN Lanvéoc-Poulmic).
- 35-а (вертолетна ескадрила за търсене и спасяване) със спасителни вертолети SA-365N Dauphin „SP“, учебни вертолети SA-319B Alouette III във ВМАБ Йер Льо Паливестр (BAN Hyères Le Palyvestre) и спасителни вертолети SA-365N3+ Dauphin „SP“ в 190-а Авиобаза на френските ВВС Таити – Фаа'а (BА 190 Tahiti-Faa'a)
- Център за обучение и оперативна подготовка Ланвеок Пулми (Centre d'entraînement et d'instruction de Lanvéoc-Poulmic (CEI))
- Център за обучение по оцеляване и спасяване на военноморската авиация (Centre d'entraînement à la survie et au sauvetage de l'aéronautique navale (CESSAN))

Спомагателна авиация (Aviation de soutien)
Включва ескадрилите, които са заети с летателната подготовка въздушния превоз на персонал и изпитването на летателна техника:
- 57-а Ескадрила (реактивна учебна и свързочна) със самолети Falcon 10 Mer, базирана във ВМАБ Ландивисьо (BAN Landivisiau).
- 22-ра Ескадрила (вертолетна учебна и свързочна) с вертолети Alouette III SA.319B, базирана във ВМАБ Ланвеок – Пулми (BAN Lanvéoc-Poulmic).
- 50-а Ескадрила, (лека самолетна за начално летателно обучение) със самолети Cap 10, Rallye MS 880 и Cirrus SR-20, базирана във ВМАБ Ланвеок – Пулми (BAN Lanvéoc-Poulmic).
- 10-а Ескадрила (Експериментално-практически център на военноморската авиация – Centre d'Expérimentations Pratiques de l'Aéronautique navale (CEPA)). Ескадрилата включва следните подразделения:
  - във ВМАБ Ландивисьо: изпитателен авиоотряд Falcon 10 MER
  - в закритата ВМАБ Ним-Гарон (BAN Nîmes-Garons): изпитателен авиоотряд Atlantique II (ATL 2).
  - във ВМБ Арсенал Тулон: изпитателен авиоотряд Air Sol Moyenne Portée (ASMP, тактически ядрени ракети)
  - в 125-а Авиобаза на ВВС Истр – Льо Тюбе (Istres-Le Tubé): изпитателен авиоотряд Rafale M
  - в 120-а Авиобаза на ВВС Казо (Cazaux): изпитателен авиоотряд по авиационно въоръжение
  - в 118-а Авиобаза на ВВС Мон дьо Марсан (Mont-de-Marsan): изпитателен авиоотряд за радио-електронна война
  - в Аеромобилната групировка на техническата секция на СВ във Валонс (Valence): изпитателен авиоотряд NH90.

##### Морски сили на военноморските стрелци и командоси (Force maritime des fusiliers marins et commandos(FORFUSCO))
Командването е формирано през 2001 г. и обединява военноморските стрелци, които охраняват обектите на ВМС и военноморските командоси, които са специалните диверсионно-разузнавателни сили. Силите са с численост около 2700 души и са под командването на офицер с длъжност Адмирал на военноморските стрелци и командоси (Amiral des fusiliers marins et commandos (ALFUSCO)) и чин капитан на кораб (еквивалентен на капитан I ранг в българските ВМС), базиран във ВМБ Лориан (Lorient). Силите имат следната структура:
- Щаб на Морските сили на военноморските стрелци и командоси (ВМБ Лориан (Lorient))
- Военноморски командоси (commandos marins) – компонент сили за специални операции, организиран в отряди командос (Commando, всеки с численост между 40 и 100 бойци). Административно са подчинени на Морските сили на военноморските стрелци и командоси, а оперативно – на Командването за специални операции на френските въоръжени сили (Commandement des opérations spéciales (COS)). Общата численост на морските командоси е около 750 души.
  - Отряд командос „Юбер“ („Commando Hubert“), базиран във ВМБ Тулон (Toulon). Неформално известен и като Отряд командос за подводни действия „Юбер“ (Commando d'Action Sous-Marine Hubert, CASM) е най-елитният отряд на военноморските командоси. Съставен е от бойни плувци, които освен в състава на Командването за специални операции на френските въоръжени сили, често работят съвместно и с Генерална дирекция за външна сигурност (Direction générale de la Sécurité extérieure (DGSE)), френското външно разузнаване, подчинено на Министерството на отбраната, като заедно с него оперират с водолазния кораб Bâtiment de soutien de plongée (BSP) А645 „Alizé“. Числеността на отряда е над 100 души, всеки със задълбочена водолазна и парашутн аподготовка. Командирът е с чин корветен капитан (съответстващ на капитан III ранг в българските ВМС). Отрядът е съставен от две роти:
    - 1-ва Рота (съставена от четири секции)
      - Секция А – командване и оперативна поддръжка, екипажи на десантните лодки тип RHIB, общо около 15 души.
      - Секция В – морски контратероризъм. Освен самостоятелно, може да действа в поддръжка на контратерористичния отряд на френските ВМС ECTLO и на контратерористичния отряд на Националната жандармерия GIGN.
      - Секция С – подводни диверсанти. Екипажи на подводни транспортьори тип PSM (Propulseurs sous-marins).
      - Секция С – разузнаване и огнева поддръжка.

    - 1-ва Рота (съставена от пет „дивизиона“, общо около 30 души).
      - Свръзки
      - Двигателни и енергийни системи
      - Техническа поддръжка
      - Корабоводене
      - Комисариат

  - Отряд командос „Жобер“ („Commando Jaubert“), базиран във ВМБ Лориан (Lorient)
  - Отряд командос „Трепел“ („Commando Trepel“), базиран във ВМБ Лориан (Lorient)
    - Двата отряда са идентични. Всеки е с численост от около 82 души, съставен е от 5 взвода и е натоварен с десантно-щурмови задачи, морски контратероризъм, бойно търсене и спасяване, бой в градски условия, в тежки условия като пещери, блата, джунгли. Всеки от двата отряда поддържа в готовност по 8 бойци за военноморския Отряд за контратероризъм и за освобождаване на заложници (Escouade de contre-terrorisme et de libération d’otages (ECTLO)), който не е постоянно формирование, а се задейства при извънредна ситуация. Към шестнадесетте бойци на отряда от „Жобер“ и „Трепел“ може да бъдат добавени при нужда и бойни плувци от „Юбер“.

  - Отряд командос „Монфор“ („Commando Montfort“), базиран във ВМБ Лориан (Lorient)
  - Отряд командос „Пенфентеньо“ („Commando Penfentenyo“), базиран във ВМБ Лориан (Lorient)
    - Двата отряда са идентични. Всеки е с численост от около 82 души, съставен е от 5 взвода и е натоварен с войсково разузнаване, разузнавателни операции със специално оборудване, снайперска стрелба на големи дистанции, целеуказване на огъня на авиацията и артилерията. Освен това двата отряда поддържат съвместно един взвод със задълбочена подготовка за специални операции в тила на врага – Специализиран отряд за неутрализиране и наблюдение (Escouade spéciales de neutralisation et d'observation (ESNO)), който не е постоянно формирование, а се задейства по разпореждане на Командването за специални операции за операции зад граница.

  - Отряд командос „Кйефер“ („Commando Kieffer“), базиран във ВМБ Лориан (Lorient)
    - С численост около 70 души. Оказва оперативна и техническа поддръжка на другите отряди – свръзочни и информационни системи, водачи на кучета, сапьори, специалисти по ЯХБЗ, системи за наблюдение, развойна работа за системи и оборудване.

  - Отряд командос „Поншардье“ („Commando Ponchardier“), базиран в казармата в Ланестер (Lanester)
    - С численост около 50~70 души. Най-новият отряд командос, формиран на 11 септември 2015 г. Оказва логистична поддръжка на другите отряди.

- Военноморски стрелци (fusiliers marins) – лекопехотен компонент, организиран в групировки (батальонен еквивалент) и роти. Охраняват военноморските бази, военноморските авиобази, оръжейните складове и свързочните възли на ВМС. Изпращат взводове за охраната на обектите, разположени извън територията на метрополията, както и взводове или отделения на борда на основните военноморски съдове по време на операции.
  - Групировка на ВМБ Тулон (Toulon), ВМАБ Йер Ла Паливестр (Hyères Le Palyvestre) и свързочна станция Фор дьо Сис Фурс (Fort de Six Fours). Разполага с отряд за бързо реагиране:
    - Група за интервенция и подсилване (groupe d'intervention et de renfort (GIR))

  - Групировка на ВМБ Брест (Brest), ВМАБ Ландивисьо (Landivisiau) и свързочна станция Керлуан (Kerlouan). Също разполага с отряд за бързо реагиране:
    - Група за интервенция и подсилване (groupe d'intervention et de renfort (GIR))

  - Рота на ВМБ Шербур ан Котантен
  - Рота на Оперативна база на стратегическите подводници в Ил Лонг (île Longue) и склада за ядрени боеприпаси в Генвенез (Guenvénez)
  - Рота на ВМАБ Лан-Биюе (Lann-Bihoué)
  - Рота на ВМАБ Ланвеок-Пулми (Lanvéoc-Poulmic)
  - Рота на Централен свързочен център на Националните ВМС Росне (Rosnay), департамент Индр (Indre)
  - Рота на Свързочен център на Националните ВМС за Северна Франция в Сент Асис (Sainte-Assise), департамент Сена и Марна (Seine-et-Marne)
  - Рота на Свързочен център на Националните ВМС за Южна Франция във Вилпинт (Villepinte) и Сейсак (Saissac), департамент Од (Aude)

Тези седем роти изпращат за срок от шест месеца взводове за охрана на свързочните центрове във Фор дьо Франс (Fort-de-France) в Мартиника, Маина (Mahina) и Сюпер Маина (Super Mahina) в Таити, Уен-Торо (Ouen-Toro) в Нова Каледония и в Рюфиск (Rufisque) в Cенегал.

#### Оперативна структура
Оперативното управление на силите се осъществява от следните старши военноморски офицери, познати в англоезичната терминология като „flag officers“ или офицери-флагмани:
- Командващи временно създадени военноморски съединения за провеждането на конкретни операции
- Командващ на военноморските сили в Средиземноморския регион (Commandant en chef pour la Méditerranée (CECMED)), той и морски префект на Средиземноморския регион, разположен в Тулон.
- Командващ на военноморските сили в Атлантическия регион (Commandant en chef pour l'Atlantique (CECLANT)), той и морски префект на Атлантическия регион, разположен в Брест.
- Командващ на военноморските сили в района на Ла Манша и Северно море (Commandant en chef de l'arrondissement maritime de la Manche (COMAR Manche)), той и морски префект за Ла Манша и Северно море, разположен в Шербур ан Котантен.
- Командващ на военноморските сили в района на Френските Антили и Гвиана (Commandant en chef de l'arrondissement maritime de l'Antilles-Guyane (COMAR Antilles-Guyane)), разположен във Форт-дьо-Франс.
- Командващ на военноморските сили в района на Индийския океан (Commandant de la zone maritime océan Indien (ALINDIEN)
- Командващ на военноморските сили в района на Тихия океан (Commandant de la zone maritime océan Pacifique (ALPACI)
- Командващ на стратегическите океански сили (Commandant de la Force océanique stratégique (ALFOST))

#### Звания на видовете сили и службите
Личният състав на френските Национални ВМС е организиран във видове сили, част от ВМС и отделни видове сили и организации, прикрепени към военноморските сили. Системата на воински звания във Франция следва свои собствени традиционни наименования и те се различават както между различните видове сили вътре във ВМС, така и в специалните отделни видове сили и служби. Френското наименование на тези различни категории воински състав е „корпуси“ (corps).
Корпуси организационно изграждащи Военноморските сили:
- Корпус на флотските екипажи (officiers des équipages de la flotte) – основната категория войскови състав, включва пълноправните военноморски офицери, заемащи командни длъжности, както и матросите и старшините, служещи на плавателни съдове, в подводните сили, във военноморската авиация, в силите на морските стрелци и командоси и във военноморските бази и съоръжения на сушата. Фактически това са два корпуса – на военноморските офицери и на военноморските екипажи (вторият включващ подофицерите и моряците).
- Технически корпус на ВМС (officiers techniciens de la Marine) – включва техническия състав както на борда на морските съдове, така и обслужващите технически съоръжения във военноморските бази. Към този корпус се числят и военнослужещите на Марсилския батальон моряци – пожарникари, който представлява уникална организация, част едновременно от Военноморските сили (Marine nationale) и Гражданската отбрана (Securité civile) и освен на тях подчинена и на общинската администрация в Марсилия.
- Корпус инженери на техническите науки и морските работи (ingénieurs des études et techniques de travaux maritimes) – включва техническия състав, зает с проектирането на военноморската инфраструктура на сушата, на инфраструктурата на системите за морска навигация и на крайбрежните укрепителни работи
- Технически и административен корпус на ВМС (corps technique et administratif de la Marine) – включва техническия състав, натоварен с организирането на ремонтните работи на корабния състав и с текущия контрол на ремонта на военноморски съдове в кораборемонтните предприятия на ВМС и в частни корабостроителници
- Технически и административен корпус на морските дела (officiers du corps technique et administratif des Affaires maritimes) – включва техническия състав, натоварен с изпълнението на обществените функции на френските ВМС – морска администрация, търсене и спасяване на море, реакция при екологични бедствия, контрол и безопасност на морския трафик. Офицерите от корпуса са едновременно офицери, подчинени на военната дисциплина и държавни служители, действащи в интерес на Директората по морските въпроси към Премиера на Републиката и министерството на екологията, околната среда и водите.
- Военноморска поща (officiers de la poste navale) – военноморската поща е част от военно-пощенската и куриерска служба, подчинена на Шефа на Щаба на армиите, висшият френски военен ръководител.

Корпуси оперативно прикрепени към Военноморските сили:
- Морска жандармерия (Gendarmerie maritime) – изпълнява двойните функции на брегова охрана и на военна полиция на Военноморските сили
- Служба на Комисариата на въоръжените сили (Service du commissariat des armées) – изпълнява административни функции като снабдяването на въоръжените сили с продоволствия, религиозни и социални услуги на личния състав, договарянето с частни доставчици, правното представителство на въоръжените сили, връзките с обществеността и т.н.
- Здравна служба на въоръжените сили (Service de santé des armées) – единната медицинска организация на френските въоръжени сили
- Служба за ГСМ на въоръжените сили (Service des essences des armées) – единната логистична организация, осигурява ГСМ за автомобилния и авиационния парк на ВМС. Организирането на снабдяването с корабно гориво е задача на самите ВМС.
- Генерална дирекция по въоръженията (Direction generale de l'armement) – военнотехническа организация на френското Министерство на отбраната, извършваща научноизследователска дейност, проектиране на нови системи въоръжение и оборудване за въоръжените сили, възлагането на поръчки за производството на нови системи въоръжение и оборудване, оръжеен експортен контрол, войскови изпитания преди приемането на въоръжение на нова техника, консервирането и утилизацията на старо въоръжение и техника. Персоналът е организиран в два основни корпуса – основният административно-организационен Корпус на оръжейните инженери (Corps des ingénieurs de l'armement) и научноизследователският Корпус на инженерите по оръжейни науки и технологии (Corps des ingénieurs des études et techniques de l'armement), всеки с отделна система от звания. Персоналът е с военен статут и носи своя униформа, но званията представляват класове в йерархията на държавните служители.
- Преподаватели по морски науки (professeurs d'enseignement maritime) – висшето военно образование е подчинено на Министерството на отбраната и дори фактически тези специалисти да подготвят личен състав конкретно за ВМС, формално те са част от централната организация на Министерството

|                         | Еквивалент в българските ВМС | Корпус на флотските екипажи (Corps des officiers des équipages de la flotte) Технически корпус на ВМС (Corps des officiers techniciens de la marine) Марсилски батальон моряци-пожарникари (Bataillon de marins-pompiers de Marseille) | Корпус инженери на техническите науки и морските работи (Corps des ingénieurs des études et techniques de travaux maritimes) | Технически и административен корпус на ВМС (Officiers du corps technique et administratif de la marine) | Технически и административен корпус по морските дела (Officiers du corps technique et administratif des Affaires maritimes) | Преподаватели по морски науки (Professeurs d'enseignement maritime)    | Военноморска жандармерия (Gendarmerie maritime)                                     | Служба на Комисариата на въоръжените сили (Service du commissariat des armées) | Здравна служба на въоръжените сили (Service de santé des armées)                                                                  | Служба за ГСМ на въоръжените сили (Service des essences des armées) | Генерална дирекция по въоръженията (Direction generale de l'armement)                                                                                 |
| Висши офицерски звания  | Висши офицерски звания       | Висши офицерски звания | Висши офицерски звания | Висши офицерски звания                                                                                  | Висши офицерски звания | Висши офицерски звания                                                 | Висши офицерски звания                                                              | Висши офицерски звания                                                         | Висши офицерски звания | Висши офицерски звания                                              | Висши офицерски звания |
| ----------------------- | ---------------------------- | --- | --- | --- | --- | ---------------------------------------------------------------------- | ----------------------------------------------------------------------------------- | ------------------------------------------------------------------------------ | --- | ------------------------------------------------------------------- | --- |
| Пет звезди              | Адмирал (Amiral)             | Адмирал (Amiral) | | | |                                                                        |                                                                                     |                                                                                | |                                                                     | Генерален инженер изключителен клас (Ingénieur général de classe exceptionnelle)                                                                      |
| Четири звезди           | Вицеадмирал                  | Вицеадмирал на ескадра (Vice-amiral d'escadre) | | | |                                                                        |                                                                                     | Генерален комисар извън клас (Commissaire général hors classe)                 | Генерален медик на въоръжените сили (Médecin général des armées)                                                                  |                                                                     | Генерален инженер извън клас (Ingénieur général hors classe)                                                                                          |
| Три звезди              | Контраадмирал                | Вицеадмирал (Vice-amiral) | Генерален инженер I клас (Ingénieur général de 1er classe)                                                                   | Генерален офицер I клас (Officier général de 1re classe)                                                | Генерален офицер I клас по морските дела (Officier général de 1re classe des affaires maritimes)                            | Генерален преподавател I клас (Professeur général de première classe)  |                                                                                     | Генерален комисар I клас (Commissaire général de première classe)              | Генерален медик – инспектор (Мédecin général inspecteur) Шеф медик на службите извън клас (Мédecin chef des services hors classe) | Генерален инженер I клас (Ingénieur général de première classe)     | Генерален инженер I клас (Ingénieur général de première classe)                                                                                       |
| Две звезди              | Комодор                      | Контраадмирал (Contre-amiral) | Генерален инженер II клас (Ingénieur général de 2e classe)                                                                   | Генерален офицер II клас (Officier général de 2e classe)                                                | Генерален офицер II клас по морските дела (Officier général de 2e classe des affaires maritimes)                            | Генерален преподавател II клас (Professeur général de deuxième classe) |                                                                                     | Генерален комисар II клас (Commissaire général de deuxième classe)             | Генерален медик (Мédecin général) Шеф медик на службите нормален клас (Мédecin chef des services de classe normale)               | Генерален инженер II клас(Ingénieur général de deuxième classe)     | Генерален инженер II клас (Ingénieur général de deuxième classe)                                                                                      |
| Старши офицерски звания |                              | | | | |                                                                        |                                                                                     |                                                                                | |                                                                     | |
|                         | Капитан I ранг               | Капитан на кораб (Capitaine de vaisseau) | Шеф инженер I клас (Ingénieur en chef de 1er classe)                                                                         | Шеф офицер I клас (Officier en chef de 1re classe)                                                      | Шеф офицер I клас по морските дела (Officier en chef de 1re classe des affaires maritimes)                                  | Шеф преподавател I клас (Chef professeur de première classe)           | Полковник (Colonel)                                                                 | Шеф комисар I клас (Commissaire en chef de première classe)                    | Шеф медик (Мédecin en chef) (разграничение по старшинство)                                                                        | Шеф инженер I клас (Ingénieur en chef de première classe)           | Шеф инженер (бивш Шеф инженер I клас, след втората година на този чин) (Ingénieur en chef) Шеф инженер I клас (Ingénieur en chef de première classe)  |
|                         | Капитан II ранг              | Капитан на фрегата (Capitaine de frégate) | Шеф инженер II клас (Ingénieur en chef de 2e classe)                                                                         | Шеф офицер II клас (Officier en chef de 2e classe)                                                      | Шеф офицер II клас по морските дела (Officier en chef de 2e classe des affaires maritimes)                                  | Шеф преподавател II клас (Chef professeur de deuxième classe)          | Подполковник (Lieutenant-colonel)                                                   | Шеф комисар II клас (Commissaire en chef de deuxième classe)                   | Шеф медик (Мédecin en chef) (разграничение по старшинство)                                                                        | Шеф инженер II клас (Ingénieur en chef de deuxième classe)          | Шеф инженер (бивш Шеф инженер II клас, първите две години на този чин) (Ingénieur en chef) Шеф инженер II клас (Ingénieur en chef de deuxième classe) |
|                         | Капитан III ранг             | Капитан на корвета (Capitaine de corvette) | Главен инженер (Ingénieur principal)                                                                                         | Главен офицер (Officier principal)                                                                      | Главен офицер по морските дела (Officier principal des affaires maritimes)                                                  | Главен преподавател (Professeur principal)                             | Майор (Commandant)                                                                  | Главен комисар (Commissaire principal)                                         | Главен медик (Мédecin principal)                                                                                                  | Главен инженер (Ingénieur principal)                                | Главен инженер (Ingénieur principal) |
| Младши офицерски звания |                              | | | | |                                                                        |                                                                                     |                                                                                | |                                                                     | |
|                         | Капитан-лейтенант            | Лейтенант на кораб (Lieutenant de vaisseau) | Инженер I клас (Ingénieur de 1er classe)                                                                                     | Офицер I клас (Officier de 1re classe)                                                                  | Офицер I клас по морските дела (Officier de 1re classe des affaires maritimes)                                              |                                                                        | Капитан (Capitaine)                                                                 | Комисар I клас (Commissaire de première classe)                                | Медик (Мédecin) |                                                                     | Инженер (IV до IX ешелон, бивш Инженер I клас) Ingénieur (4e au 9e échelon) Инженер (VI до X ешелон) Ingénieur (6e au 10e échelon)                    |
|                         | Старши лейтенант             | Лейтенант на кораб I клас (Enseigne de vaisseau de 1re classe) | Инженер II клас (Ingénieur de 2e classe)                                                                                     | Офицер II клас (Officier de 2e classe)                                                                  | Офицер II клас по морските дела (Officier de 2e classe des affaires maritimes)                                              |                                                                        | Старши лейтенант (Лейтенант) (Lieutenant)                                           | Комисар II клас (Commissaire de deuxième classe)                               | Болничен интернист на въоръжените сили (Interne des hôpitaux des armées)                                                          |                                                                     | Инженер (II и III ешелон, бивш Инженер II клас) Ingénieur (2e et 3e échelon) Инженер (II до V ешелон)(трета година) Ingénieur (2e au 5e échelon       |
|                         | Лейтенант                    | Лейтенант на кораб II клас (Enseigne de vaisseau de 2e classe) | Инженер III клас (Ingénieur de 3e classe)                                                                                    | Офицер III клас (Officier de 3e classe)                                                                 | Офицер III клас по морските дела (Officier de 3e classe des affaires maritimes)                                             |                                                                        | Младши лейтенант (Подлейтенант) (Sous-lieutenant)                                   | Комисар III клас (Commissaire de troisième classe)                             | |                                                                     | Инженер (I ешелон, бивш Инженер III клас) Ingénieur (1er échelon) Инженер (I ешелон)(втора година) (Ingénieur (1er échelon)                           |
|                         |                              | Кадет (Aspirant) | Кадет (Aspirant) | | |                                                                        | Кадет (Aspirant)                                                                    | Комисар – кадет (Aspirant commissaire)                                         | Медик – кадет (Aspirant médecin)                                                                                                  |                                                                     | Кадет (първа година) (Aspirant) |
|                         |                              | Oфицерски кандидат – курсант (Élève-officier) | | | Офицерски кандидат по морските дела (Élève-Officier des affaires maritimes)                                                 |                                                                        | Офицерски кандидат – курсант (Élève-officier)                                       |                                                                                | Медик офицерски кандидат – курсант (élève officier médecin)                                                                       |                                                                     | |
| Старши подофицери       |                              | | | | |                                                                        |                                                                                     |                                                                                | |                                                                     | |
|                         |                              | Старши мичман (Major) | | | |                                                                        | Главен старшина (Major)                                                             |                                                                                | |                                                                     | |
|                         |                              | Мичман (Maître principal) | | | |                                                                        | Шеф адютант (Adjudant-chef)                                                         |                                                                                | |                                                                     | |
|                         |                              | Главен старшина (Premier maître) | | | |                                                                        | Адютант (Adjudant)                                                                  |                                                                                | |                                                                     | |
|                         |                              | Старшина I степен (Maître) | | | |                                                                        | Старшина I степен (Maréchal des logis-chef)                                         |                                                                                | |                                                                     | |
|                         |                              | Старшина II степен (Second maître) | | | |                                                                        | Старшина II степен (Gendarme)                                                       |                                                                                | |                                                                     | |
|                         |                              | Старшина – специалист (Maistrancier)/ (Quartier-maître admissible) | | | |                                                                        | Щабен сержант (Maréchal des logis)                                                  |                                                                                | |                                                                     | |
|                         |                              | Старшина – специалист – курсант (Élève maistrancier) | | | |                                                                        | Жандармерист – курсант (Élève-gendarme)                                             |                                                                                | |                                                                     | |
| Матроси                 |                              | | | | |                                                                        |                                                                                     |                                                                                | |                                                                     | |
|                         |                              | Старши матрос 1-ви клас (Quartier-maître de 1re classe) | | | |                                                                        | Сержант (Gendarme Adjoint Maréchal-des-logis)                                       |                                                                                | |                                                                     | |
|                         |                              | Старши матрос 2-ри клас (Quartier-maître de 2e classe) | | | |                                                                        | Ефрейтор (Помощник – жандармерист шеф на бригада) (Gendarme Adjoint Brigadier Chef) |                                                                                | |                                                                     | |
|                         |                              | Бреветиран матрос | | | |                                                                        | Младши ефрейтор (Бригаден помощник – жандармерист) (Gendarme Adjoint Brigadier)     |                                                                                | |                                                                     | |
|                         |                              | Матрос | | | |                                                                        | Помощник – жандармерист I клас (Gendarme Adjoint 1ère Classe)                       |                                                                                | |                                                                     | |
|                         |                              | | | | |                                                                        | Помощник – жандармерист (Gendarme Adjoint)                                          |                                                                                | |                                                                     | |

### Жандармерия
Националната жандармерия (Gendarmerie nationale) е едновременно четвъртият вид въоръжени сили и втората национална полицейска служба на Френската република. Като такава, тя е под двойното подчинение на френските министерства на отбраната и на вътрешните работи. В историята си организацията е служила за еталон на множество подобни служби по целия свят.
Вътрешната структура на службата, определена с член R3225-4 на Закона за отбраната във вида си от 30 декември 2009 г. е следната:
Генерален директор на Националната жандармерия (генерал на армия). Това по принцип е най-висшият офицер на жандармерията, но понякога министърът на вътрешните работи назначава начело на службата магистрат (професионален юрист – съдия или прокурор) или държавен служител. В такъв случай най-висшестоящият офицер на жандармерията е директорът на Оперативния отдел – генерал на армейски корпус.
- Генерална дирекция на Националната жандармерия – висшият ръководен орган на службата, равен на щабовете на Наземната и Въздушната армии и Националните ВМС. За разлика от тях обаче, в които има командващ офицер, осъществяващ оперативния контрол на вида въоръжени сили и началник-щаб, осъществяващ административен контрол на вида въоръжени сили, в жандармерията двете функции са обединени в ресора на генералния директор.
- Генерална инспекция на Националната жандармерия – една от петте инспекции на въоръжените сили – на Наземната армия, на Въздушната армия, на Националните ВМС, на Националната жандармерия и на Генералната делегация по въоръженията, подчинени на Генералния инспектор на Армиите. Генералната инспекция на Националната жандармерия е оглавявана от офицер с чин генерал на армейски корпус и официална длъжност Генерален инспектор на армиите на жандармерията (Inspecteur général des armées gendarmerie), който е един от тримата най-висшестоящи офицери на службата. Жандармеристите на специалните ведомствени организации на службата, прикрепени към другите основни видове въоръжени сили (Gendarmerie prévôtale – военната полиция на сухопътните войски; Gendarmerie de l'air – военната полиция на ВВС; Gendarmerie maritime – военна полиция на ВMС и брегова охрана и Gendarmerie de l'armement – военната полиция на Генералната делегация по въоръженията) попадат под инспекцията на Генералните инспектори на съответните видове въоръжени сили.

#### Териториални формирования – Департаментална жандармерия (Formations territoriale – Gendarmerie départementale)
Това е традиционна полицейска служба. Начело е офицер с чин генерал на армейски корпус. Около 2/3 от целия персонал на Националната жандармерия, или повече от 62 000 души, формират Департаменталната жандармерия, означена така, защото структурата ѝ следва териториалното деление на Франция на департаменти. По отношение на традициите тя е считана за кавалерийски корпус и като такава е наричана от френската общественост „Бялата“ или „Сребърната“, защото традиционните инсигнии на френската кавалерия са сребърни. Парадоксалното е, че като наследник на кавалерийски корпус низовите подразделения на Департаменталната са наричани „роти“, а Мобилната, въпреки че е наследник на пехотен корпус, нарича низовите си подразделения „ескадрони“, въпреки че трябва да е обратното. Kакто е видно от името, Департаменталната жандармерия е формирана на териториален принцип, който следва административно-териториалното деление на държавата. Съгласно последните реформи, влезли в сила от 1 януари 2016 г. тя е организирана в:
- 13 региона на департаменталната жандармерия (régions de gendarmerie départementale) в тринадесетте административни региона на метрополията на Франция. В регионите, чиито централни управления съвпадат със седалищата на седемте зони на отбрана и сигурност (чиято карта е посочена по-горе), командващият офицер е с чин генерал на армейски корпус или генерал на дивизия. В останалите обикновено е генерал на бригада и по-рядко полковник. Трябва да се има предвид, че регионите на департаменталната жандармерия следват гражданското административно-териториално деление, а регионите на мобилната жандармерия следват военната териториална организация. Жандармерийските региони включват
  - 95 групировки на департаменталната жандармерия (groupements de gendarmerie départementale), командвани от полковник или подполковник. 6 групировки на департаменталната жандармерия в отвъдморските департаменти са подчинени директно на Генералната дирекция на жандармерията. На тяхно подчинение са както оперативни служби на жандармерията за съответния регион – телефонен център за спешни случаи, криминалистическа лаборатория, департаментална бригада КАТ и т.н., така и
    - 342 роти на департаменталната жандармерия (compagnies de gendarmerie départementale), командвани от капитан, по една рота във всеки окръг (arrondissement), на който са разделени департаментите.
      - около 3500 бригади, повечето от тях са прикрепени към кантони (които са обединения от няколко общини), около 700 бригади са със специален статут и са подчинени директно на групировките на департаменталната жандармерия в съответните департаменти. Тези бригади (съответстващи на районни полицейски управления в България) с численост между 6 и 40 служители, са фундаментът на работата на департаменталната жандармерия. Общините с население до 20 000 жители формират жандармерийска зона за сигурност, а тези с население над 20 000 жители се охраняват от Националната полиция. Няколко бригади, намиращи се в съседни общини формират „общност от бригади“ („communautés de brigades“). Един от командирите на бригади командва и цялата общност от бригади и този офицер е с чин капитан или старши лейтенант. Останалите бригади са командвани от лейтенанти или старшини. В такава бригада се развива действието в популярната филмова поредица за сержант Крюшо, неправилно преведена в България като „Полицаят от Сен Тропе“. Всъщност главният герой е жандармерист от Департаменталната жандармерия. Жандармерийската бригада от филмите е с малка численост и се командва от старшина (старшина Крюшо).

Освен редовите подразделения Департаменталната жандармерия включва и специлиализирани органи, които им оказват оперативна поддръжка:
- Групи за издирване със служебни кучета (Groupes d'Investigation Cynophile (GIC))
- 16 високопланински (pelotons de gendarmerie de haute montagne (PGHM)) и 5 планински жандармерийски взвода (pelotons de gendarmerie de montagne (PGHM)), Част за техническа координация и Национален жандармерийски учебен център за ски и алпинистка подготовка (Centre national d'instruction de ski et d'alpinisme de la gendarmerie (CNISAG)). Взводовете извършват планинско спасяване. Към тях могат да бъдат съотнесени и жандармерийските спелеоложки групи за спасяване в пещери.
- водни и речни бригади (les brigades nautique et brigades fluviale) – отделни от Морската жандармерия, включват патрулни лодки и водолази.
- взводове за наблюдение и интервенция (pelotons de surveillance et d'intervention de la Gendarmerie (PSIG)), по един взвод (съответства на лекопехотно отделение) във всяка рота на Департаменталната жандармерия.
- 20 специализирани взвода за охрана на Жандармерията (pelotons spécialisés de protection de la Gendarmerie (PSPG), за охрана на атомни електроцентрали, всъщност са прикрепени към държавната компания Електрисите дьо Франс.
- бригади за борба с младежката престъпност (brigades de prévention de la délinquance juvénile (BPDJ))
- бригади и секции за разследвания (les brigades et sections de recherches) съдебна полиция, по една секция за проучвания (Section de recherches (SR)) във всеки регион на Департаменталната жандармерия, по една департаментална бригада за разузнаване и съдебни разследвания (Brigade départementale de renseignement et d'investigations judiciaires (BDRIJ)) във всяка департаментална групировка на Жандармерията и по една бригада за проучвания (Brigade de recherches (ВR)) във всяка департаментална жандармерийска рота.
- бригади и секции за информационни системи и телекомуникации (les systèmes d'information et de télécommunications)
- подразделения за пътна сигурност (unités de sécurité routière) включват департаментални ескадрони за пътна сигурност (escadrons départementaux de sécurité routière (EDSR)) към департаменталните групировки, които координират работата на моторизирани бригади (brigades motorisées (BMO)), моторизирани взводове (pelotons motorisés (PMO)), магистрални взводове (pelotons d'autoroutes (PA)) и бригади за бързо реагиране (brigades rapides d'intervention (BRI)).

#### Мобилна жандармерия (Gendarmerie mobile)
Това е паравоенна полицейска служба. Начело е офицер с чин генерал на армейски корпус. Около 1/5 от целия персонал на Националната жандармерия, или повече от 13 000 души, формират Мобилната жандармерия, означена така, защото предназначението ѝ е основно борбата с безредиците и гарантирането на обществения ред при извънредни ситуации. В този контекст основните ѝ функции са поддръжката на Департаменталната жандармерия и специалните контратерористични подразделения на Националната жандармерия, между които две организации Мобилната жандармерия заема междинно място, тъй като не изпълнява нито превантивна полицейска работа, нито самостоятелно специални полицейски операции, но се включва в такива в подкрепа съответно на Департаменталната жандармерия и на Групировката за интервенция на Националната жандармерия. Основните самостоятелни функции на Мобилната са охраната на обекти от критичната инфраструктура (транспортни обекти, пречиствателни станции, енергийни обекти, комуникационни обекти и т.н.) при извънредно положение и охрана на армейския тил по време на война. По отношение на традициите тя е считана за пехотен корпус и като такава е наричана от френската общественост „Златната“ или „Жълтата“, защото традиционните инсигнии на френската пехота са златни. Мобилната жандармерия е организирана в седем региона, следващи седемте зони за отбрана и сигурност в метрополията на Френската република. Те са съставени от 18 групировки (groupements de Gendarmerie mobile), всяка с между 4 и 9 ескадрона или общо 108 походни ескадрона (escadrons de marche) на Мобилната жандармерия. От тях Бронираната групировка на Мобилната жандармерия на Регион Ил дьо Франс е въоръжена с бронетранспортьори, а останалите седемнадесет групировки са снабдени с лекобронирани камиони и микробуси:
- 1-ви Регион на Мобилната жандармерия Ил дьо Франс (Île-de-France) – 16 походни ескадрона
  - Бронираната групировка на Мобилната жандармерия (Groupement blindé de gendarmerie mobile (GBGM))(Версай-Сатори): 7 походни ескадрона
  - Групировка II/1 на Мобилната жандармерия (Groupement II/1 de Gendarmerie mobile)(Мезон Алфор): 9 походни ескадрона
- 2-ри Регион на Мобилната жандармерия Бордо (Bordeaux) – 17 походни ескадрона
  - Групировка I/2 на Мобилната жандармерия (Groupement II/2 de Gendarmerie mobile)(Мон дьо Марсан): 6 походни ескадрона
  - Групировка II/2 на Мобилната жандармерия (Groupement III/2 de Gendarmerie mobile)(Tулуза: 5 походни ескадрона
  - Групировка IV/2 на Мобилната жандармерия (Groupement IV/2 de Gendarmerie mobile)(Лимож): 6 походни ескадрона
- 3-ти Регион на Мобилната жандармерия Рен (Rennes) – 20 походни ескадрона
  - Групировка I/3 на Мобилната жандармерия (Groupement I/3 de Gendarmerie mobile)(Рен): 5 походни ескадрона
  - Групировка II/3 на Мобилната жандармерия (Groupement II/3 de Gendarmerie mobile)(Мон Сен Енян): 5 походни ескадрона
  - Групировка III/3 на Мобилната жандармерия (Groupement III/3 de Gendarmerie mobile)(Нант: 4 походни ескадрона
  - Групировка IV/3 на Мобилната жандармерия (Groupement IV/3 de Gendarmerie mobile)(Орлеан): 6 походни ескадрона
- 5-и Регион на Мобилната жандармерия Сатоне-Кам (Sathonay-Camp) – 14 походни ескадрона
  - Групировка I/5на Мобилната жандармерия (Groupement I/5 de Gendarmerie mobile)(Sathonay-Camp: 8 походни ескадрона
  - Групировка II/5 на Мобилната жандармерия (Groupement II/5 de Gendarmerie mobile)(Chambéry: 6 походни ескадрона
- 6-и Регион на Мобилната жандармерия Марсилия (Marseille) – 11 походни ескадрона
  - Групировка I/6 на Мобилната жандармерия (Groupement I/6 de Gendarmerie mobile)(Nîmes: 5 походни ескадрона
  - Групировка II/6 на Мобилната жандармерия (Groupement II/6 de Gendarmerie mobile)(Hyères: 6 походни ескадрона
- 7-и Регион на Мобилната жандармерия Мец (Metz) – 22 походни ескадрона
  - Групировка I/7 на Мобилната жандармерия (Groupement I/7 de Gendarmerie mobile)(Metz: 6 походни ескадрона
  - Групировка II/7 на Мобилната жандармерия (Groupement II/7 de Gendarmerie mobile)(Strasbourg: 5 походни ескадрона
  - Групировка III/7 на Мобилната жандармерия (Groupement III/7 de Gendarmerie mobile)(Reims: 5 походни ескадрона
  - Групировка IV/7 на Мобилната жандармерия (Groupement IV/7 de Gendarmerie mobile)(Dijon: 6 походни ескадрона
- 9-и Регион на Мобилната жандармерия Лил (Lille) – 8 походни ескадрона
  - Групировка I/9 на Мобилната жандармерия (Groupement I/9 de Gendarmerie mobile)(Арас): 8 походни ескадрона

Специализирани подразделения на Мобилната жандармерия:
- по един взвод за интервенция (Peloton d'intervention (PI)) с 18 бойци към всеки ескадрон на Мобилната жандармерия. Мобилната жандармерия е организирана в ескадрони, включващи един щабен взвод, три строеви взвода и взвод за интервенция.
- 6 интеррегионални взвода за интервенция (pelotons d'intervention interrégional de Gendarmerie (PI2G), известни и като „взводове за интервенция от второ поколение“, всеки с численост от 32 бойци. взводовете са разположени в Тулуза, Оранж, Дижон, Нант, Реймс и Тур и са подчинени на шестте региона на Мобилната жандармерия. Регион Ил дьо Франс (Париж) няма такъв взвод, защото в него е разположена елитната Група за интервенция на Националната жандармерия (Groupe d'intervention de la Gendarmerie nationale (GIGN)). Взводовете заемат междинна позиция в йерархията между взводовете за интервенция и GIGN.

#### Командване на отвъдморската жандармерия (Commandement de la gendarmerie outre-mer)
Командването на отвъдморската жандармерия е с ранг на Зонален регион на жандармерията. Територията на метрополитна Франция е разделена на 7 зони за отбрана и сигурност (военни региони). Във всеки от тях има регион на Наземната армия (сухопътните войски) и поне един регион на Националната жандармерия (оглавяван от командващия на региона на департаменталната жандармерия, разположен в града, в който е щаба на съответната зона, регионите на Департаменталната жандармерия в метрополията са общо 13). Командването на задграничната жандармерия се равнява не на регионите на Департаменталната жандармерия, а е фактически осма зона за отбрана и сигурност, което е едно ниво по-високо. Командването има три основни подразделения: – Щабове на териториалните командвания на отвъдморската жандармерия, Групировка за охрана на дипломатическите мисии и Групировка за външни операции.
Kомандвания на отвъдморската жандармерия (Commandements de gendarmerie territoriaux (COMGEND))
- Щаб на териториално командване на отвъдморската жандармерия Френска Гвиана (оглавявано от генерал на бригада)
- Щаб на териториално командване на отвъдморската жандармерия Мартиника (оглавявано от полковник)
- Щаб на териториално командване на отвъдморската жандармерия Гваделупа (оглавявано от полковник)
- Щаб на териториално командване на отвъдморската жандармерия Реюнион (оглавявано от полковник)
- Щаб на териториално командване на отвъдморската жандармерия Майот (оглавявано от полковник)
- Щаб на териториално командване на отвъдморската жандармерия Нова Каледония (оглавявано от полковник)
- Щаб на териториално командване на отвъдморската жандармерия Френска Полинезия (оглавявано от полковник)
- Щаб на териториално командване на отвъдморската жандармерия Сен Пиер и Микелон (оглавявано от подполковник)

За разлика от метрополията, където подразделенията на Департаменталната, на Мобилната жандаремия, както и специализираните служби на жандармерията, са подчинени на отделни командвания, в отвъдморските територии всички те са подчинени на съответния щаб на териториално командване. Те включват:
- Териториални подразделения
  - 20 роти, 18 общности от бригади (взводове), 112 териториални бригади (отделения) и 2 постоянни поста (участъка).
- Мобилни подразделения
  - 2 щаба на групировки на Мобилната жандармерия
  - 18,5 ескадрона на Мобилната жандармерия (личният състав е командирован от Мобилната жандармерия в метрополията и се сменя на всеки три месеца)
- Специализирани подразделения
  - 16 моторизирани бригади (Bmo)(охранителна полиция)
  - 3 департаментални ескадрона за пътна безопасност (EDSR)(пътна полиция)
  - 18 взвода за наблюдение и интервенция на жандармерията (PSIG)(отделения за борба с безредици)
  - 9 морски бригади (BN)(брегова охрана)
  - 18 бригади за разследване и 7 секции за разследване (SR)(разследваща полиция)
  - 6 бригади за борба с младежката престъпност (BPDJ)
  - 1 високо-планински жандармерийски взвод (PGHM)
  - 7 бригади за съдебни разследвания (криминална полиция, тежки криминални престъпления)(BDRIJ)
  - 5 авиационни жандармерийски секции (SAG)
  - 7 бригади на въздушно-транспортната жандармерия (BGTA)
  - 6 групи взводове за интервенция (GPI)
  - 1 конен взвод за наблюдение и интервенция (PSIC) в Непуи, Нова Каледония, от състава на Конния полк на Републиканската гвардия.

Трябва да се има предвид, че макар жандармерията да следва войсковата йерархия, във Франция тя е различна от тази в България. Докато в България йерархията е: рота > взвод > отделение (секция) > разчет (пост), то във Френската армия и в случая жандармерия тя е рота > отделение > взвод > бригада > пост
Групировка за охрана на дипломатическите мисии (Groupement de securité des ambassades)
Охраната на френските посолства и консулства се осъществява съвместно от Националната полиция и Националната жандармерия. Личният състав от жандармерията е подчинен административно на Групировката за охрана на дипломатическите мисии, която към април 2016 г. има 294 сллужители в 94 мисии.
Групировка за външни операции (Groupement des opérations extérieures)
Групировката включва персонала на Националната жандармерия, участващ в задгранични мисии под егидата на ООН, ЕС и НАТО, както и отговаря за контактите на службата с други подобни организации по линия на Европейските жандармерийски сили (FGE, EuroGendFor), включващи още Гражданската гвардия на Кралство Испания, Войските на карабиниерите на Република Италия, Националната републиканска гвардия на Република Португалия и Жандармерията на Република Румъния.

#### Републиканска гвардия (Garde républicaine)
Специален военен корпус, изпълняващ функциите както на почетна гвардия, така и физическата охрана на резиденциите на Президента, Премиера и Министерския съвет на Френската република. Начело на корпуса стои офицер с чин генерал на дивизия.
- Щаб на Републиканската гвардия
- Кавалерийски полк на Републиканската гвардия (le Régiment de cavalerie de la Garde républicaine) базиран в казарми „Селестин“ и „Карно“ в Париж
  - 3 кавалерийски ескадрона, всеки с 3 офицери и 115 подофицери
  - 1 нестроеви ескадрон
    - кавалерийски фанфарен оркестър
    - коняри
    - ветеринарна служба

  - Учебен център по езда, казарми Гупил (Saint-Germain-en-Laye)
- 1-ви Пехотен полк на Републиканската гвардия (1er Régiment d'infanterie de la Garde républicaine) с численост около 900 души, базиран в Мезон Лафит,  департамент Ивлин
  - 3 почетно-охранителни роти (compagnies de sécurité et d'honneur (CSH)), всяка с
    - 3 взвода и едно отделение за интервенция

  - Рота за сигурност на резиденцията на Президента на републиката (Compagnie de sécurité de la présidence de la République (CSPR))
  - Мотоциклетен ескадрон (l'Escadron motocycliste)
  - Военен оркестър на Републиканската гвардия (la musique de la Garde)
- 2-ри Пехотен полк на Републиканската гвардия (2e Régiment d'infanterie de la Garde républicaine) с численост около 1300 души, базиран в Иси льо Мулиньо (Issy-les-Moulineaux), департамент Горна Сена (Hauts-de-Seine)
  - 4 почетно-охранителни роти (compagnies de sécurité et d'honneur (CSH)), всяка с
    - 3 взвода и едно отделение за интервенция

  - Рота за сигурност на резиденцията на премиера (l'Hôtel de Matignon (CSHM))
  - Рота за сигурност на парламента (Palais nationaux (CSPN))
  - Сержантски учебен взвод

#### Специализирани формации (Formations de gendarmerie spécialisées)
Това са специални ведомствени клонове на Националната жандармерия, прикрепени към други организации от сектора на отбраната или на централната власт и подпомагащи ги в изпълнението на техните задачи.
- Дисциплинарна жандармерия (Gendarmerie prévôtale) – военна полиция на СВ, прикрепена към Наземната армия.
- Военновъздушна жандармерия (Gendarmerie de l'air) – военна полиция на ВВС, прикрепена към Въздушната армия.
- Морска жандармерия (Gendarmerie maritime) – военна полиция на ВМС и брегова охрана, прикрепена към Националните ВМС.
- Жандармерия по въоръженията (Gendarmerie de l'armement) – военна полиция на ВПК, прикрепена към Генералната делегация по въоръженията.
- Жандармерия за сигурност на ядрените въоръжения (Gendarmerie de la sécurité des armements nucléaires) – военна полиция на военнослужещите, опериращи с ядрения арсенал на Френската република, прикрепена директно към Министерството на отбраната. Физическата охрана на обектите за съхранение и по време на транспортиране на ядрените боеприпаси между тези обекти е задача на персонал от състава на ВМС и ВВС.
- Въздушнотранспортна жандармерия (Gendarmerie des transports aériens) – осигурява охраната на гражданските летища и обектите на РВД, прикрепена към Министерството на транспорта.

#### Център за планиране и действие при кризи (Centre de Planification et de Gestion de Crise (CPGC))
Дежурен център от тип войскови щаб с 40 служители, анализиращ оперативна информация и управляващ действията на Националната жандармерия при задгранични мироопазващи операции и операции на територията на Франция в случаи на кризи.

#### Група за интервенция на Националната жандармерия (Groupe d'intervention de la Gendarmerie nationale(GIGN))
Малобройна организация, обединяваща само най-елитните специални отряди на жандармерията. Базирана във Версай-Сатори в департамент Ивелин в покрайнините на Париж. В рамките на Департаменталната и Мобилната жандармерия и на Републиканската гвардия също има взводове за интервенция, които могат да подпомагат, но не са част от GIGN, макар че последната попълва редовете си основно с кандидати от тези подразделения. Това е автономна организация в рамките на Националната жандармерия.
- Команден щаб (l'état-major commandement (ЕМCОМ)): ръководство
- Оперативен щаб (l’état-major opérationnel (EMOPS)): 20 офицери и подофицери
- Щаб за администрация и поддръжка (l’état-major d'administration et de soutien (EMAS)): 75 офицери и подофицери

Групата включва:
- Отряд за интервенция (Force Intervention (FI))(наследник на първоначалния GIGN, основният френски контратерористичен отряд): 100 офицери и подофицери
- Отряд за наблюдение и проучване (Force Observation/ Recherche (FOR)): 30 офицери и подофицери
- Отряд за сигурност и охрана (Force Sécurité/ Protection (FSP)): 80 офицери и подофицери
- отряд към Групата за сигурност на Президента на републиката (détachement GSPR) – групата формира личната охрана на Президента и е формирана от членове на специалните части на Националната полиция и на Националната жандармерия.
- Отряд за оперативна поддръжка (Force Appui Opérationnel (FAO)): 25 офицери и подофицери
- Отряд за обучение (Force Formation (FF)): 35 офицери и подофицери
- Органи за администриране и снабдяване.
- Органи за обучение и подготовка на личния състав.

#### Централни органи на Националната жандармерия
Командване на въздушните сили на Националната жандармерия (Commandement des forces aériennes de la Gendarmerie nationale (CFAGN))
Kомандването е разположено в авиобаза Вилакубле – Велизи. В метрополията на Франция авиацията на Жандармерията е организирана в 7 регионални групировки (по една във всяка зона за отбрана и сиурност), включващи 13 авиационни секции и 11 авиационни отряда. В отвъдморските департаменти и владения са базирани 6 самостоятелни авиационни секции. На централно подчинение са учебната авиогрупа и групировка за техническа поддръжка на авиопарка.
Командване на училищата на Националната жандармерия (Commandement des écoles de la Gendarmerie nationale (CEGN))
Съдебно-следователска организация на Националната жандармерия (Pôle judiciaire de la Gendarmerie nationale (PJGN)) (Росни су Боа)
- Институт за криминалистика на Националната жандармерия (Institut de recherche criminelle de la Gendarmerie nationale (IRCGN)
- Централна служба за криминални разследвания (Service central de renseignement criminel (SCRC))
- Централна обсерватория на системите за сигурност на транспорта (Observatoire central des systèmes de transports intelligents (OCSTI))

Технически център на Националната жандармерия (Centre technique de la Gendarmerie nationale (CTGN))
Централно учреждение за администрация и поддръжка на Националната жандармерия (Établissement central de l'administration et du soutien de la Gendarmerie nationale (ECASGN))
Оперативен резерв на Националната жандармерия (Réserve opérationnelle de la Gendarmerie nationale (ROGN))
Служба за снабдяване и логистика на вътрешната сигурност (Service de l'achat, des équipements et de la logistique de la Sécurité intérieure (SAELSI)
Подчинена директно на Министерството на вътрешните работи. Oтговаря за снабдяването с техника и оборудване на Националната полиция, Националната жандармерия и Гражданската защита.
Служба за информационни технологии и системи на вътрешната сигурност (Service des technologies et des systèmes d'information de la Sécurité intérieure — (ST(SI)2))
Подчинена директно на Министерството на вътрешните работи. Oтговаря за информационната техника на Националната полиция, Националната жандармерия и Гражданската защита.

### Военнообразователна система
Системата на военно образование на Република Франция включва голям брой образователни институции с висок международен авторитет и утвърдени традиции. Следвайки световната практика, те са разделени в институции за първоначално военно образование: висши училища за кандидат-офицери, за сержанти и учебни центрове за войсковия състав; и в институции за следдипломна квалификация и усъвършенстване на бойната и техническата подготовка.

#### Министерство на отбраната
- Училище за война (l’École de Guerre) (еквивалент на българската Военна академия „Г.С. Раковски“)
- Център за висши военни науки (le Centre des hautes études militaires (CHEM))
- Политехническо училище (l’École polytechnique)
- Висш институт по аеронавтика и космически науки (l’Institut supérieur de l'aéronautique et de l'espace (EPSCP))
- Висше национално училище за високи технологии (l’École nationale supérieure de techniques avancées)
- Висше национално училище за високи технологии „Бретан“ (l’École nationale supérieure de techniques avancées Bretagne)
- Военноморска академия (l’Académie de marine) (да не се бърка с Висшето военноморско училище)
- Училище за комисари на въоръжените сили (l'Ecole des Commissaires des Armées) (Салон Ер), обучава офицерски кандидати за тилови офицери за СВ, ВВС, ВМС, жандармерията, Генералната дирекция по въоръженията и Здравната служба на въоръжените сили.
- Училище за тиловаци в Керкевил (l'Ecole des fourriers de Querqueville) (край Шербур ан Котантен), обучава тилови подофицери за СВ, ВВС, ВМС, жандармерията, Генералната дирекция по въоръженията и Здравната служба на въоръжените сили.
- Училище „Вал дьо Грас“ (l'École du Val-de-Grâce), обучава военни лекари
- Здравно училище на въоръжените сили Лион – Брон (l'École de santé des armées (ESA)), обучава военни лекари
- Училище за парамедици на въоръжените сили (l'École du personnel paramédical des armées (EPPA)) (Тулон), обучава парамедици от видовете въоръжени сили
- (персоналът на Службата за ГСМ на въоръжените сили се обучава в Междувойсковата петролна база (Base pétrolière interarmées (BPIA)) (Шалон сюр Саон))
- Публична институция за ангажиране в отбраната (l’établissement public d'insertion de la Défense)

#### Наземна армия
Гимназии:
- Национален военен колеж (Le Prytanée national militaire (PNM)) (Ла Флеш)
- Военен лицей Сен Сир (Le Lycée militaire de Saint-Cyr)
- Военен лицей Отюн (Le Lycée militaire d'Autun à Autun)
- Военен лицей Екс ан Прованс (Le Lycée militaire d'Aix-en-Provence)

Висши военни училища:
- училищата в Сен Сир – Коеткидан (Les Écoles de Saint-Cyr Coëtquidan) включват:
  - Специално военно училище Сен Сир (l'École spéciale militaire de Saint-Cyr (ESM Saint-Cyr)) (Коеткидан)
  - Военно общовойсково училище (l'École militaire interarmes (EMIA)) (Коеткидан)
  - Военно училище на техническия и административен корпус (l'École militaire du corps technique et administratif (EMCTA)) (Коеткидан)
- (Училище за комисари на въоръжените сили (L’École des commissaires des armées (ECA)) (Салон дьо Прованс), не е част от Наземната армия, подготвя офицери за Комисариата на въоръжените сили, прикрепени към нея)
- Национално училище за подофицери на постоянна служба (l'École nationale des sous-officiers d'active (ENSOA)), (Сен Мексан – л'Екол)

Академични военни институти:
- Колеж за висши науки на Наземната армия (le Collège d'enseignement supérieur de l'Armée de terre (CESAT)) (Париж)
- Училище на Генералния щаб (l’École d'état-major (EEM)) (Компиен)

Училища на родовете войски:
- Пехотно училище (l’École de l'infanterie) (Драгинян)
- Кавалерийско училище Сомюр (l’École de cavalerie de Saumur)
- Артилерийско приложно училище (l'École d'application de l'artillerie (EAA)) (Драгинян)
- Училище на Леката авиация на Наземната армия (l'École de l'aviation légère de l'Armée de terre (EALAT))
  - Френско-немско училище за обучение на екипажи на вертолети Тигър (l'École franco-allemande de formation des équipages Tigre (EFA Tigre) (Кане де Море)
  - Френско-немско център за обучение на техници и логистици за вертолети Тигър (le Centre franco-allemand du personnel technico-logistique TIGRE (CFA-PTL Tigre)) (Фасберг, Германия)
  - Авиационно приложно училище, 25 Gazelle, 10 Puma, 13 Eurocopter AS-555 Fennec (Кане де Море)
  - HeliDax, частен подизпълнител за начално вертолетно летателно обучение, 36 Eurocopter EC120 Colibri (Дакс)
- Инженерно училище (l'École du génie) (Анже)
- Свързочно училище (l'École des transmissions (ETRS)) (Рен)
- Тилово училище (l'École du train (ETLO)) (Бурже)
- Материално училище (l'École du matériel) (Бурже)

Центрове за аклиматизация:
- Център за бойна подготовка Арта Плаж (le Centre d'entraînement au combat d'Arta Plage (CECAP)) (Арта Плаж, Джибути)
- Център за пустинна аклиматизация и подготовка Джибути (le Centre d'aguerrissement et d'instruction au désert de Djibouti (CAIDD)) (Джибути)
- Център за подготовка за екваториални гори (le Centre d'entraînement à la forêt équatoriale (CEFE)) (Френска Гвиана)
- Център за подготовка на командоси за екваториални гори Габон (le Centre d'entraînement commando en forêt équatoriale du Gabon (CEC FOGA)) (Либревил, Габон)

Училища и центрове за специализаация и преподготовка
- Център за ядрена, химическа и биологическа защита (le Centre de défense nucléaire biologique et chimique (CDNBC) (Драгинян)
- Център за подготовка за действия в градски зони (le Centre d'entraînement aux actions en zone urbaine (CENZUB) (Сисон)
- Център за обучение по разузнавателни дисциплини на Наземната армия (le Centre d'enseignement et d'études du renseignement de l'Armée de terre (CEERAT)) (Сомюр)
- Център за здравна подготовка на Наземната армия (le Centre d'instruction de santé de l'armée de Terre (CISAT)) (Ла Валбон)
- Национален център за подготовка на командоси (le Centre national d'entraînement commando (CNEC)) (Мон Луи)
- Военен спортен център за конна езда (le Centre sportif d'équitation militaire (CSEM) (Фонтенбло)
- Френско-немско училище за обучение на екипажи на вертолети Тигър (l'École franco-allemande de formation des équipages Tigre (EFA Tigre) (Кане де Море)
- Военно училище за високопланинска подготовка (l'École militaire de haute montagne (EMHM)) (Шамони)
- Военно училище за специализация за задгранична служба и бойци от Чуждестранния легион (l'École militaire de spécialisation de l'outre-mer et de l'étranger (EMSOME)) (Рюей – Малмезон)
- Училище на въздушно-десантните войски (l'École des troupes aéroportées (ETAP)) (По)

#### Въздушна армия
За първоначално обучение:
- Военновъздушно училище (l'École de l'air) (701-ва Авиобаза Салон дьо Прованс), подготвя курсанти за летателния състав на ВВС с четиригодишен учебен план, командирът е с чин генерал на авиационна бригада
- (Училище за комисари на въоръжените сили (l'École des commissaires des armées) (Салон дьо Прованс), не е в структурата на Въздушната армия, подготвя курсанти за комисари (админитративни офицери) за ВВС
- Военновъздушно военно училище (l'École militaire de l'air) (Салон дьо Прованс), подготвя подофицери след конкурс за офицери за авиобазите и техническия състав на ВВС, двугодишна учебна програма
- Училище за обучение на подофицери на Въздушната армия (l'École de formation des sous-officiers de l'Armée de l'air (EFSOAA)) (721-ва Авиобаза Рошфор)
- Междувойсково училище Шербур – Керкевил (l'École interarmées de Cherbourg-Querqueville) за подофицери с тилова специализация

За специализация и преквалификация:
- 8-а Изтребителна ескадра (8е Escadre de chasse, бившето Училище за оперативна подготовка – l'École de transition opérationnelle) (120-а Авиобаза Казо)
- Пилотажно училище на Въздушната армия (l'École de pilotage de l'Armée de l'air) (709-а Авиобаза Коняк – Шатобернар)
  - Изтребителен учебен център (le Centre d'Instruction de la Chasse) (709-а Авиобаза Коняк – Шатобернар)
  - Училище за обучение на щурмани оператори на въоръжението (l'École de formation des navigateurs de combat) (709-а Авиобаза Коняк – Шатобернар)
  - Училище на транспортната авиация (l'École de l'aviation de transport) (702-ра Авиобаза Авор)
- Център за оперативна подготовка на войскови състав на Въздушната армия (le Centre de préparation opérationnelle du combattant de l'Armée de l'air (CPOCAA)) (Оранж – Карита), подготвя технически персонал
- Училище за техници по безопасността на Въздушната армия (l'École des techniciens de la sécurité de l'Armée de l'air) (120-а Авиобаза Казо), подготвя военновъдушни командоси, военновъздушни стрелци за охрана и аварийно-спасителни спциалисти за противопожарните служби на авиобазите
- Център за обучение за контрол и за противовъздушна отбрана (le Centre d'instruction du contrôle et de la défense aérienne (CICDA)) (118-а авиобаза Мон дьо Марсан), бойни контрольори и авиодиспечери

#### Национални ВМС
За първоначално обучение:
- Военноморско училище (l'École navale) (Ланвеок – Пулми), подготвя курсанти и подофицери – специалисти за ВМС с тригодишен учебен план, командирът е с чин контраадмирал
- (Училище за комисари на въоръжените сили (l'École des commissaires des armées) (Салон дьо Прованс), не е в структурата на ВМС, подготвя курсанти за комисари (админитративни офицери) за ВМС
- Военноморски учебен център Брест (le Centre d'instruction naval de Brest) (административно обединение на три различни учебни заведения, един подготвителен курс и два учебни центъра)
  - Училище за военноморски подофицери (l'École de maistrance)
  - Военноморски лицей Брест (Lycée naval de Brest), военен лицей (гимназия) на ВМС, подготвящ младежи за кандидатстване и последващо обучение за офицери във Военноморското училище
  - Училище за матроси втори клас (l'École des mousses), сержантско училище (гимназия) на ВМС, подготвящо младежи за последваща кариера като матроси
  - подготвителен курс за матроси (cours des matelots)
  - езиков учебен център(centre de ressources linguistiques)
  - център за провеждане на конкурси, стажове и семинари (centre concours, stages et séminaires)

За специализация и преквалификация:
- Военноморски учебен център Сен Мандрие (le Centre d'instruction naval de Saint-Mandrier), подготвя специалисти в четири основни сфери:
  - оръжейни системи (systèmes d'armes)
  - флотски двигателни системи (flotteur énergie propulsion)
  - системи за откриване (systèmes de détection)
  - системи за свръзка (systèmes de transmission)

#### Национална жандармерия
Командване на училищата на Националната жандармерия (Commandement des écoles de la Gendarmerie nationale (CEGN)) (Рошфор)
За начално обучение:
- Училище за офицери на Националната жандармерия (l’École des officiers de la Gendarmerie nationale (EOGN)) (Мелун)
- Жандармерийско училище Шатолин (l'École de gendarmerie de Châteaulin), подготвя подофицери и жандармеристи доброволни резервисти
- Жандармерийско училище Шомон (l'École de gendarmerie de Chaumont), подготвя подофицери и жандармеристи доброволни резервисти
- Жандармерийско училище Монтлусон (l'École de gendarmerie de Montluçon), подготвя подофицери и жандармеристи доброволни резервисти
- Жандармерийско училище Тюле (l'École de gendarmerie de Tulle), подготвя подофицери и жандармеристи доброволни резервисти
- Жандармерийско училище Фонтенбло (l'École de gendarmerie de Fontainebleau), подготвя подофицери и жандармеристи доброволни резервисти, има два клона за специализирана подготовка
  - Национален център за обучение на съдебната полиция (le Centre national de formation de police judiciaire (CNFPJ))
  - Национален център за обучение по пътна безопасност (le Centre national de formation à la sécurité routière (CNFSR))
- Жандармерийско училище Фонтенбло (l'École de gendarmerie de Rochefort), подготвя подофицери и жандармеристи доброволни резервисти, има три клона за специализирана подготовка
  - Национален център за обучение на корпуса за техническа и административна поддръжка на Националната жандармерия (le Centre national de formation du corps de soutien technique et administratif de la Gendarmerie nationale (CNF-CSTAGN))
  - Национален център за командно обучение (le Centre national de formation au commandement (CNFC))
  - Национален център за езиково обучение и подготовка за международни операции на Националната жандармерия (le Centre national de formation aux langues et à l'international de la Gendarmerie (CNFLIG))

За специализация и преквалификация:
- Висш учебен център на Жандармерията (le Centre d'enseignement supérieur de la Gendarmerie (CESG)) (Мезон Алфор)
- Национален център за командно обучение (le Centre national de formation au commandement (CNFC)) (Рошфор)
- Национален център за езиково обучение и подготовка за международни операции на Националната жандармерия (le Centre national de formation aux langues et à l'international de la Gendarmerie (CNFLIG)) (Рошфор)
- Национален център за обучение по френски език (le Centre d'instruction au français de Rochefort (CIFR)) (Рошфор)
- Национален център за обучение на силите на Жандармерията (le Centre national d'entraînement des forces de Gendarmerie (CNEFG)) (Сен Астие)
- Национален център за водна подготовка на Жандармерията (le Centre national d'instruction nautique de la Gendarmerie (CNING)) (Антиб)
- Национален център за подготовка на водачи на служебни кучета на Жандармерията (le Centre national d'instruction cynophile de la Gendarmerie (CNICG)) (Грамат)
- Национален център за ски и алпийска подготовка на Жандармерията (le Centre national d’instruction de ski et d’alpinisme de la Gendarmerie (CNISAG)) (Шамони)
- Национален център за обучение по информационни и комуникационни системи на Жандармерията (le Centre national de formation des systèmes d'information et de communication de la Gendarmerie (CNFSICG) (Росни су Боа, форт Росни)
- Национален център за обучение по оперативно разузнаване (le Centre national de formation au renseignement opérationnel (CNFRO)) (Росни су Боа, форт Росни)
- (le Centre d'instruction élémentaire de Conduite (CIEC) à Châteaulin;

Освен тях Жандармерията разполага и с два учебни центъра с войскови полигони
- Учебен център Мондесир (le Centre d'entraînement de Mondésir) (департамент Есон)
- Учебен център Фрильос (le Centre d'entraînement de Frileuse) (Беин, департамент Ивелин)

### Въоръжени сили зад граница
Към май 2016 година Въоръжените сили на Френската република разполагат със следните подразделения, базирани извън метрополията:
Операция „Баркане“
- Контратерористична операция, оглавявана от Франция в сътрудничество с пет държави от региона на Сахел – Мавритания, Мали, Буркина Фасо, Нигер и Чад. 3500 френски военнослужещи, щабът на операцията е в Н'Джамена, столицата на Чад. Френските сили включват около 200 единици бронирана техника, 6 изтребителя, 20 вертолета, 3 въоръжени БЛА, 10 транспортни самолета.[10] Четирите постоянни бази на френските сили са:
  - Н'Джамена, столица на Чад – щаб на операцията, под командването на френския генерал Паласе; военновъздушен компонент на операцията
  - Гао, северно Мали – основен сухопътен компонент с над 1000 бойци
  - Уагадугу, столица на Буркина Фасо – база на силите за специални операции
  - Ниамей, столица на Нигер – база на разузнавателния компонент с над 300 бойци, включително въоръжени БЛА, разположени на летището на града

Операция „Сангарис“
- Стабилизираща операция в Централноафриканската република, около 900 френски военнослужещи. Към май 2016 г. започва поетапното изтегляне на френските сили.

Мисия „Коримб“
- Присъствие на френските национални ВМС в района на Гвинейския залив. В зависимост от кораба на ротация между 100 и 200 военнослужещи.

#### Постоянни сили с международен мандат
- Операция „Даман“, Ливам, с мандата на ООН, 900 френски военнослужещи.
- Операция „Аталанта“, Аденски залив, 270 френски военнослужещи.
- Операции в Индийския океан

#### Сили на присъствие
- Френски сили в Германия (Forces françaises en Allemagne (FFA)), около 500 души, основно във Френско-германската бригада и Френско-германското училище за подготовка на механици и логистици за вертолетите Тигър.
- Френски сили в Кот д'Ивоар (Forces françaises en Côte d'Ivoire (FFCI)), около 900 души, батальонна бойна група и група на армейската авиация, военно-полева болница на Санитарната служба на френските въоръжени сили.
- Френски сили в Джибути (Forces françaises à Djibouti (FFDj)), около 1750 души, 5-и Задграничен общовойскови полк, изтребителен ескадрон „Корсика“ 03.011 с изтребители Мираж 2000, Задграничен транспортен ескадрон „Ларзак“ 01.088 със самолети С-160 „Трансал“ и вертолети SA.330B „Пума“, два десантни катера и постоянно присъствие на военноморската патрулна авиация.
- Френски сили в Обединените арабски емирства (Forces françaises aux Émirats arabes unis (FFEAU)), около 700 души, сухопътна бойна група във военен гарнизон Зайид, на 65 км от Абу Даби, 104-та Авиобаза Ал Дафра с три изтребителя Рафал и самолет-танкер С-135FR, самолет за ДРЛОиУ E-3F и два военноморски патрулни Бреге Атлантик ATL2, военноморска база в Мина Зайид, способна да осигури базирането на самолетоносача Шарл дьо Гол.
- Френски елементи в Габон (Éléments français au Gabon (EFG)), около 900 души, 6-и батальон морска пехота в Либревил и група военнослужещи от ВВС на международното летище Леон-Мба.
- Френски елементи в Сенегал (Éléments français au Sénégal (EFS)), около 350 души, свързочен възел в Рюфисл, присъствие в авиобаза Дакар – Сенгор и център за подготовка на мироопазващи сили от африканските държави в Хан, край Дакар (Renforcement des capacités africaines de maintien de la paix (RECAMP))

#### Сили за суверенитет (във френските отвъдморски департаменти и територии)
- Въоръжени сили в Антилите (Forces armées aux Antilles (FAA)), около 1250 души,
  - Сухопътен отряд Антили/ 33-ти полк морска пехота (33e Régiment d’infanterie de marine (33e RIMa))
    - щаб, командно-тилова рота, 1-ва рота и 3-та резервна рота във Форт Десаи, Мартиника
    - 2-ра рота и 4-та резервна рота в Гваделупа

  - Военноморски компонент
    - ВМБ Форт дьо Франс, Мартиника: две патрулни фрегати клас „Флореал“ – Ventôse (F733) и Le Germinal (F735) с два щатни вертолета „Пантера“ от 36-а флотилия на военноморската авиация, десантен катер клас „Шамплен“, тип BATRAL – Le Dumont d'Urville (L9032)
    - ВМБ Форт Сен Луи, Гваделупа – брегови патрулен катер La Violette (P722) на Морската жандармерия

  - Военновъздушен компонент с постоянно присъствие на летище Ламентон, Мартиника и военнотранспортен самолет CN.235 – 200.
- Въоръжени сили в Гвиана (Forces armées en Guyane (FAG)), около 2200 души,
  - Сухопътен компонент
    - 3-ти чуждестранен пехотен полк (3е Régiment étranger d’infanterie (3e REI)) в Куру, Сен Жорж и Режина
    - 9-и полк морска пехота (9e Régiment d’infanterie de marine (9e RIMa)) в Кайен и Сен Жан дю Марони

  - Военновъздушен компонент – 367-а Авиобаза „Капитан Франсоа Масе“ (Кайен – Рошамбьо),
    - Транспортен ескадрон „Гвиана“ 01.068 с три военнотранспортни самолета CN.235 – 200, пет военнотранспортни вертолета SA.330B „Пума“ и четири леки вертолета AS.555AN „Фенек“.

  - Военноморски компонент
    - ВМБ Деград де Кан: два патрулни катера тип Р400 – La Capricieuse (P684) и La Gracieuse (P687) и две брегови патрулни ведети на Морската жандармерия – La Mahury (P623) и L'Organabo (P624)
- Въоръжени сили в зоната на южния Индийски океан (Forces armées de la zone sud de l'océan Indien (FASZOI)), около 1900 души
  - Сухопътен компонент
    - 2-ри парашутен полк морска пехота (2e Régiment de parachutistes d'infanterie de marine (2e RPIMa)) в Сен Дени
    - Отряд на Чуждестранния легион в Майот (Détachement de Légion étrangère de Mayotte (DLEM)) в Дзаудзи

  - Военновъздушен компонент – 181-ви авиоотряд (летище Ла Реюнион) с два военнотранспортни самолета CN.235 – 200
  - Военноморски компонент
    - ВМБ Порт де Галет, Ла Реюнион: две патрулни фрегати клас „Флореал“ – Le Floréal (F730) и Le Nivôse (F732) с два щатни вертолета Пантера от 36-а Флотилия на военноморската авиация, десантен катер клас „Шамплен“, тип BATRAL – La Grandière (L9034), антарктически патрулен катер L'Albatros (P681), патрулно-спасителен катер Le Malin (Р701) и брегова патрулна ведета на Морската жандармерия Le Verdon (P602)
    - ВМБ Майот: десантен катер CTM 18, скоростен катер за интервенция Le Vetiver (P700) и брегова патрулна ведета на Морската жандармерия L'Odet.
- Въоръжени сили в Нова Каледония (Forces armées de Nouvelle-Calédonie (FANC)), около 1500 души
  - Сухопътен компонент – Тихоокеански полк морска пехота – Нова Каледония (Régiment d'infanterie de marine du Pacifique – Nouvelle-Calédonie (RIMAP-NC))
  - Военновъздушен компонент – 186-а Авиобаза „Лейтенант Пол Клайн“ (Нюмеа – Ла Тонтута) с два военнотранспортни самолета CN.235 – 200, три вертолета SA.330B Пума и два патрулни самолета Dassault Falcon 50M на 25-а Флотилия на военноморската авиация
  - Военноморски компонент – ВМБ Поинт Шалей, Нюмеа: патрулна фрегата клас „Флореал“ – Vendémiaire (F734) с щатен вертолет Alouette III от 22-ра Ескадрила на военноморската авиация, два патрулни катера тип Р400 – La Glorieuse (P686) и La Moqueuse (P688) и брегова патрулна ведета на Морската жандармерия Dumbéa (P606)
- Въоръжени сили във Френска Полинезия (Forces armées en Polynésie française (FAPF)), около 1000 души
  - Сухопътен компонент – Сухопътен отряд Полинезия в Арюе
  - Военновъздушен компонент – Военноморска авиационна платформа Фаа с два военнотранспортни самолета CN.235 – 200, патрулен самолет Dassault Falcon 50M на 25-а Флотилия на военноморската авиация и вертолети SA.365F-3 на 35-а Флотилия на военноморската авиация
  - Военноморски компонент – ВМБ Фар Юте, Фаа: патрулна фрегата клас „Флореал“ – le Prairial (F731) с щатен вертолет Alouette III от 22-ра Ескадрила на военноморската авиация, патрулен кораб Arago (P675), снабдителен влекач тип RR 4000 Revi (A635), два пристанищни влекача – Manini и Maroa и брегови патрулен катер на Морската жандармерия Jasmin.